# St. Viktor (Xanten)

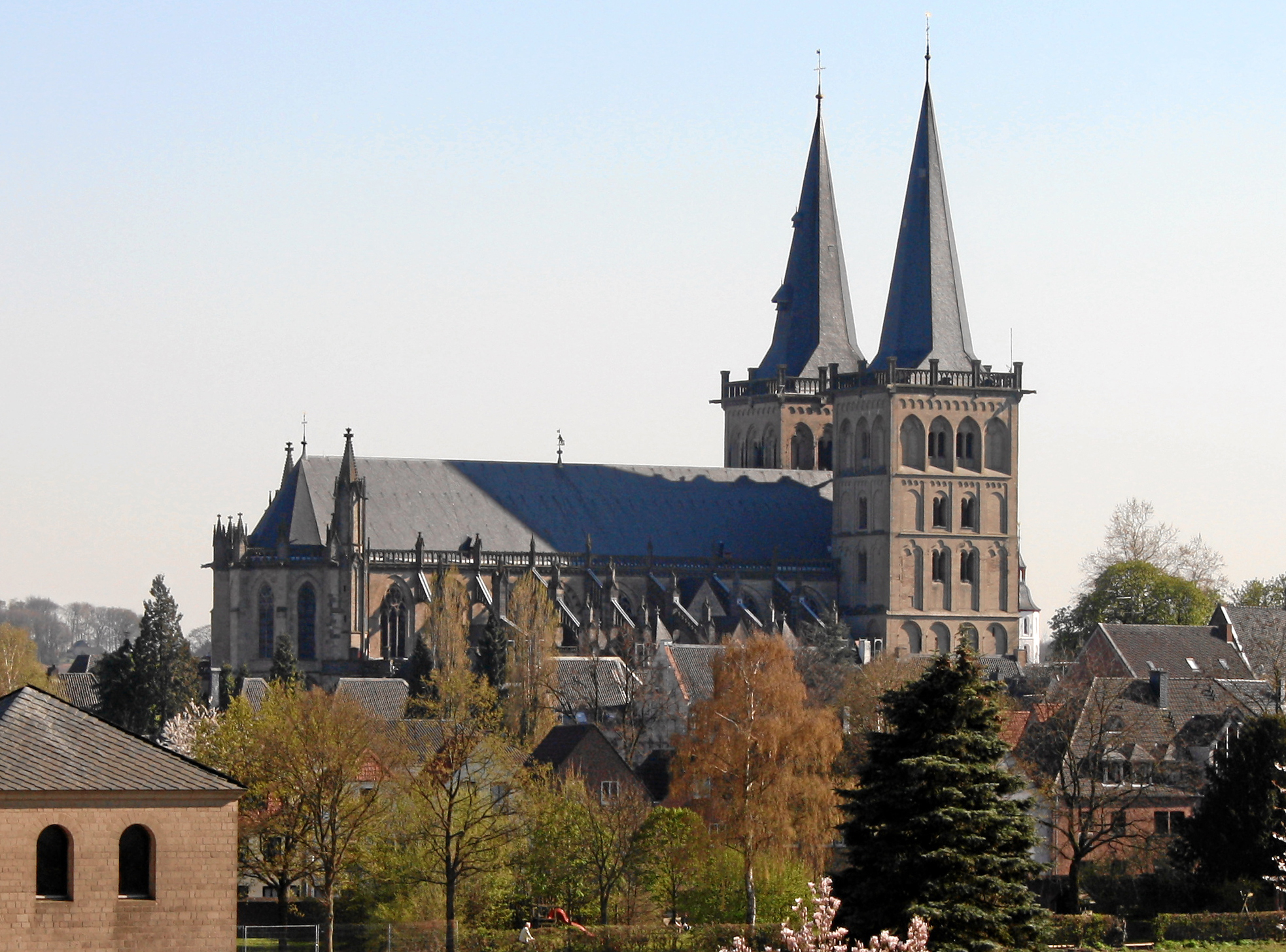
Der Xantener Dom von Norden

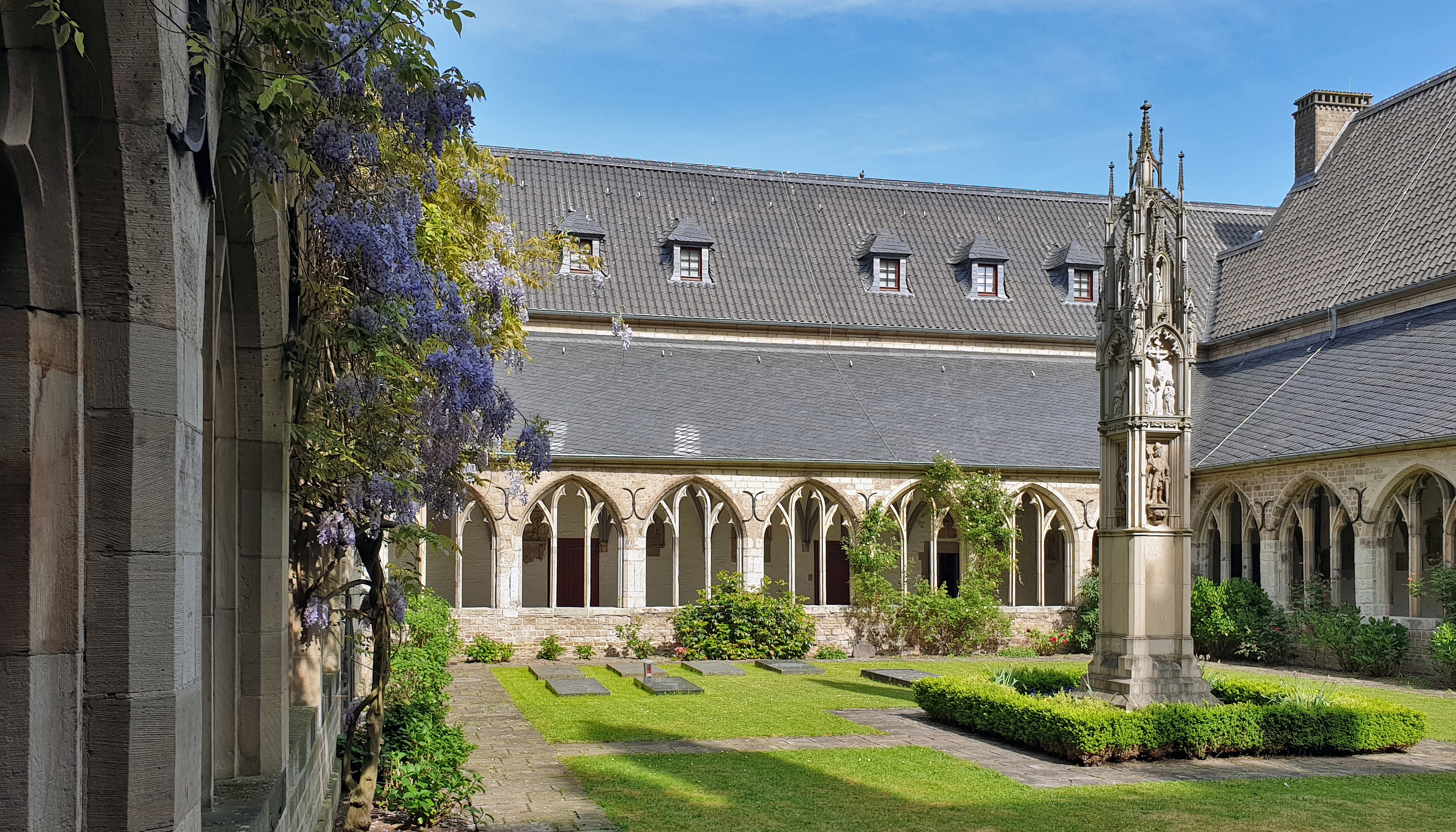
Der Kreuzgang umgibt einen begrünten Innenhof mit einem Hochkreuz aus dem 14. Jahrhundert

Die römisch-katholische Pfarr- und ehemalige Stiftskirche St. Viktor in Xanten am Niederrhein wird wegen ihrer Bedeutung und Größe landläufig als Xantener Dom bezeichnet. Die Türme sind 72 und 74 Meter hoch. 1937 wurde dem Gotteshaus von Papst Pius XI. der Titel einer Basilica minor verliehen, zudem ist es heute Propsteikirche.
Seinen Namen verdankt St. Viktor dem Märtyrer und Angehörigen der Thebäischen Legion Viktor von Xanten, der im 4. Jahrhundert im Amphitheater von Vetera nahe dem heutigen Birten hingerichtet worden sein soll. Ähnlich der Legende Gereons von Köln zählt auch zur Legende Viktors die Kaiserin Helena von Konstantinopel, die die Gebeine des heiligen Viktor und seiner Legionäre geborgen und ihnen eine Kapelle errichtet haben soll. Bei modernen Ausgrabungen konnte die Existenz einer cella memoriae im 4. Jahrhundert nachgewiesen werden. Errichtet wurde diese jedoch nicht für Viktor, sondern für zwei bei Ausgrabungen dort entdeckte männliche Bestattete, die später in der Krypta beigesetzt wurden.
Die Grundsteinlegung des heutigen Baus erfolgte im Jahr 1263 durch Friedrich und Konrad von Hochstaden. Der Bau dauerte 281 Jahre und wurde schließlich mit der Weihe der Heilig-Geist-Kapelle im Jahr 1544 vollendet. Seitdem besteht der Dom, wenn auch ursprünglich als dreischiffiges Langhaus mit Querschiff geplant, aus einem fünfschiffigen Langhaus in gotischem Stil. Im Gegensatz zu vielen anderen kirchlichen Großbauten dieser Zeit besitzt St. Viktor keinen Chorumgang. Dem Chor sind stattdessen zwei Kapellenpaare angeschlossen, ähnlich der Liebfrauenkirche in Trier.
Der auf der Nordseite des Doms gelegene Kreuzgang mit seinen sehenswerten Spitzbogenarkaden entstand um 1445.
St. Viktor enthält mit der Stiftsbibliothek Xanten eine der bedeutendsten kirchlichen Bibliotheken des Niederrheins.
Die Stiftskirche mit dem Grab des heiligen Viktor und den Gedenkstätten der neuzeitlichen Märtyrer ist Ziel von Wallfahrten.

## Geschichte

### Entstehung des Chorherrenstifts

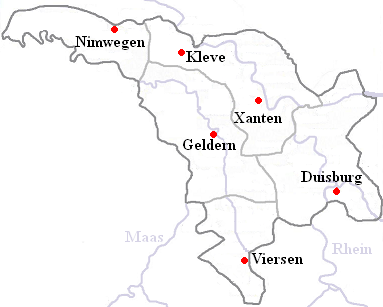
Ausdehnung des Archidiakonats Xanten im 11. Jahrhundert

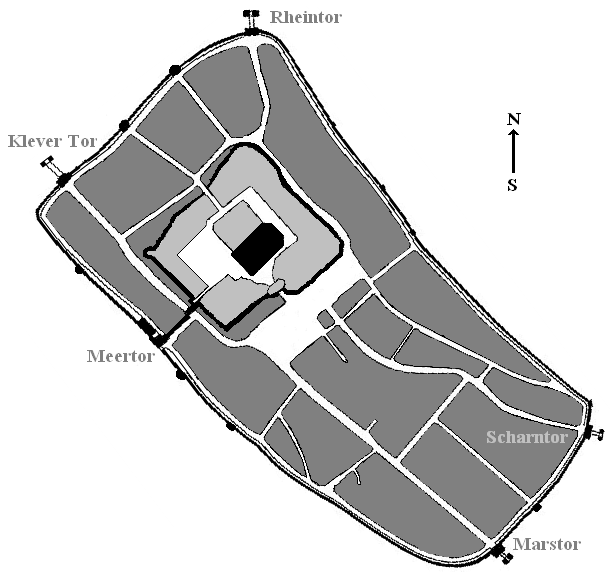
Das Viktorstift innerhalb Xantens im 15. Jahrhundert

Über Gräbern des 4. Jahrhunderts gab es mehrere Totengedächtnisräume. Im 6. Jahrhundert errichtete Bischof Everigisil von Köln am Ort eines verehrten Heiligen ein steinernes Oratorium, das dann sicher als christliches Gebäude gelten kann. Die erste Kirche aus karolingischer Zeit mit rechteckigem Chor lässt sich für das Jahr 752 belegen. In dieser Zeit entstand um die Kirche herum ein Stift der Kanoniker, das, im Glauben, dass es über den Grabstätten Viktors und seiner Gefährten angelegt sei, ad Sanctos (zu den Heiligen) genannt wurde. Erst nach dessen Gründung entwickelte sich angrenzend der heutige Stadtkern, auf den die Bezeichnung ad Sanctos überging, die sich schließlich zum heutigen Ortsnamen entwickelte. Das Stift wurde zu einer Stadt in der Stadt und war nur durch ein Nord- und ein Südtor (von denen heute nur noch das südliche existiert, welches durch eine eigene Kapelle erweitert wurde) mit dem weltlichen Xanten verbunden.
Die karolingische Kirche wurde zu Beginn des 9. Jahrhunderts neu errichtet. Nur wenige Jahrzehnte später begann bereits der Bau einer dreischiffigen Kirche, welche jedoch im Jahr 863 durch Normannen zerstört wurde. Später wurde an seiner Stelle ein zwischen 967 und 969 durch den Kölner Bischof Folkmar geweihter ottonischer Neubau errichtet. Dieser wurde nach Bränden im 11. und 12. Jahrhundert wiederhergestellt und im Jahr 1213 durch einen staufischen Westchor ergänzt.

### Stiftskirche St. Viktor
Ab 1128 begann im Osten ein neuer Bau (1165 von Rainald von Dassel geweiht). Die Westfassade wurde von 1180/90 bis 1213 bis zum dritten Geschoss gebaut. Das große Maßwerkfenster ist später eingesetzt worden. Bis zu diesem Stadium war noch gar keine Zweiturmfassade geplant, jedenfalls nicht in dieser Klarheit. Die heutige Form ist ein Zugeständnis an die rheinische Zweiturmfassade des 13. Jahrhunderts.
Dann folgte am 22. August 1263 der Beginn des heute stehenden Neubaus im Osten durch Erzbischof Konrad von Hochstaden und dessen Bruder Friedrich, der zu dieser Zeit Propst des Archidiakonats Xanten war. Dieser Neubau dauerte bis 1437, jetzt natürlich in den Formen der Gotik, die ab 1248 durch den Kölner Dom im Rheinland machtvoll Einzug gehalten hatte. Von diesem Chor aus wurde im Laufe der Zeit mit langen Unterbrechungen die ganze Kirche gotisch verändert, bis auf die noch romanischen Untergeschosse der Westfassade.
Bis 1437 wurde der östliche Teil bis zum Lettner errichtet, zwischen 1483 und 1519 der westliche Teil mit Anschluss an den Westchor des romanischen Doms. 1544 wurde schließlich die Heilig-Geist-Kapelle geweiht und der Dom vollendet, welcher fortan der Mittelpunkt eines Archidiakonates war, welches den gesamten unteren Niederrhein umfasste und sich gegenüber dem Erzbistum Köln eine gewisse Selbstständigkeit erhalten konnte. So wurde das Vermögen des Stifts durch das Stift selbst verwaltet und die Wahl des Xantener Propstes geschah weitestgehend ohne Einfluss des Bistums. Auch vom weltlichen Xanten blieb das Stift weitgehend unabhängig. So genoss das ringförmig um den Dom gelegene Stift über Jahrhunderte Immunität, die Gerichtsbarkeit lag in Händen des Propstes als Oberhaupt des Stifts, dessen Bedeutung auch anhand der sieben ehemals bestehenden Klöster verschiedener Orden deutlich wird.
Der Dom hat kein Querhaus und dadurch ist eine ununterbrochene Längenausdehnung des Raumes entstanden, die die Breitenwirkung harmonisch aufgreift und einen majestätischen Gesamteindruck vermittelt, der anders ist als die nach oben gesteigerte Lichtmystik des Kölner Domes. Hier ist, obwohl es sich um eine Basilika handelt, fast der Raumeindruck einer Halle spürbar, die in der deutschen Spätgotik vorherrschend wird.

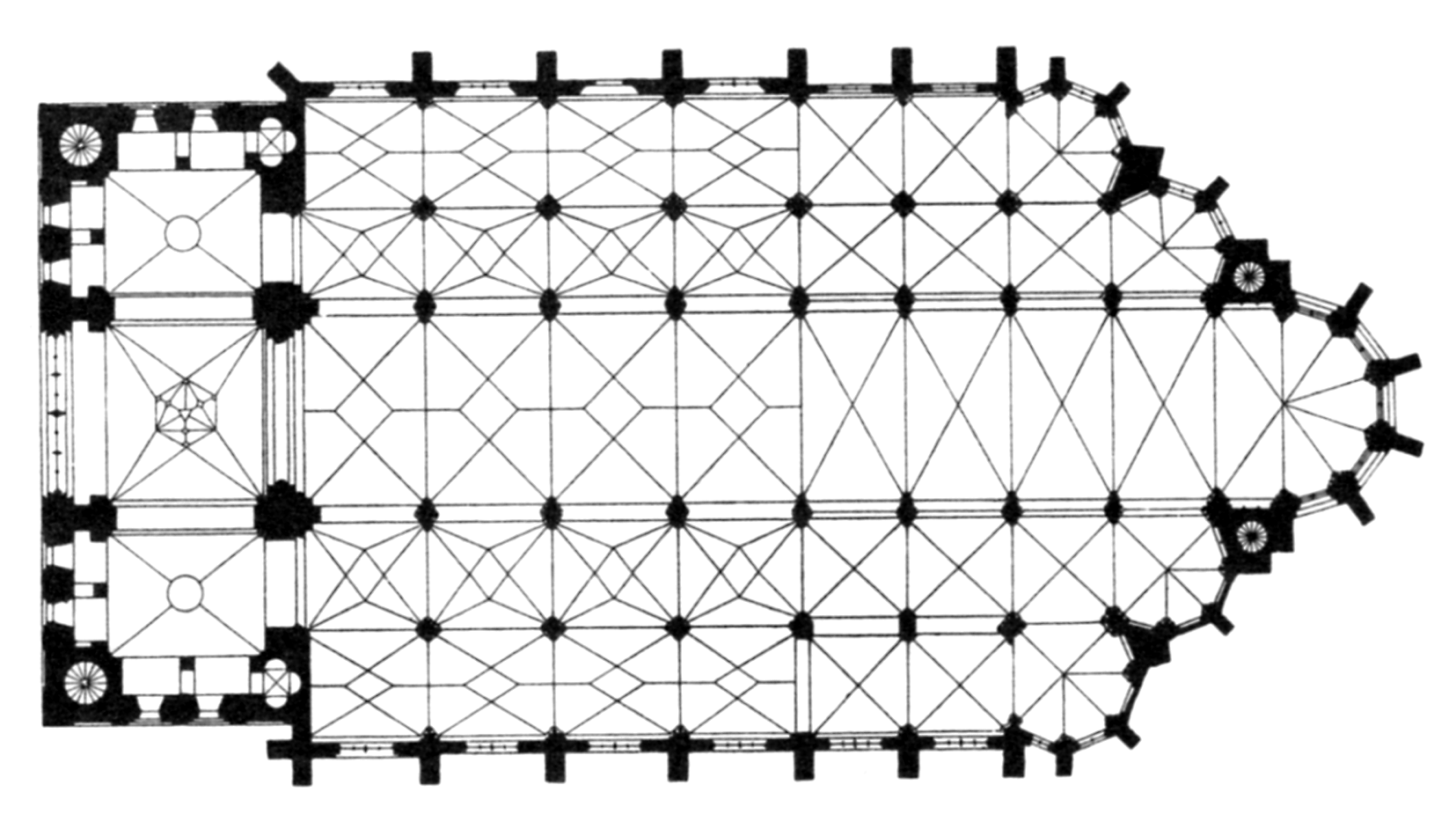
Grundriss
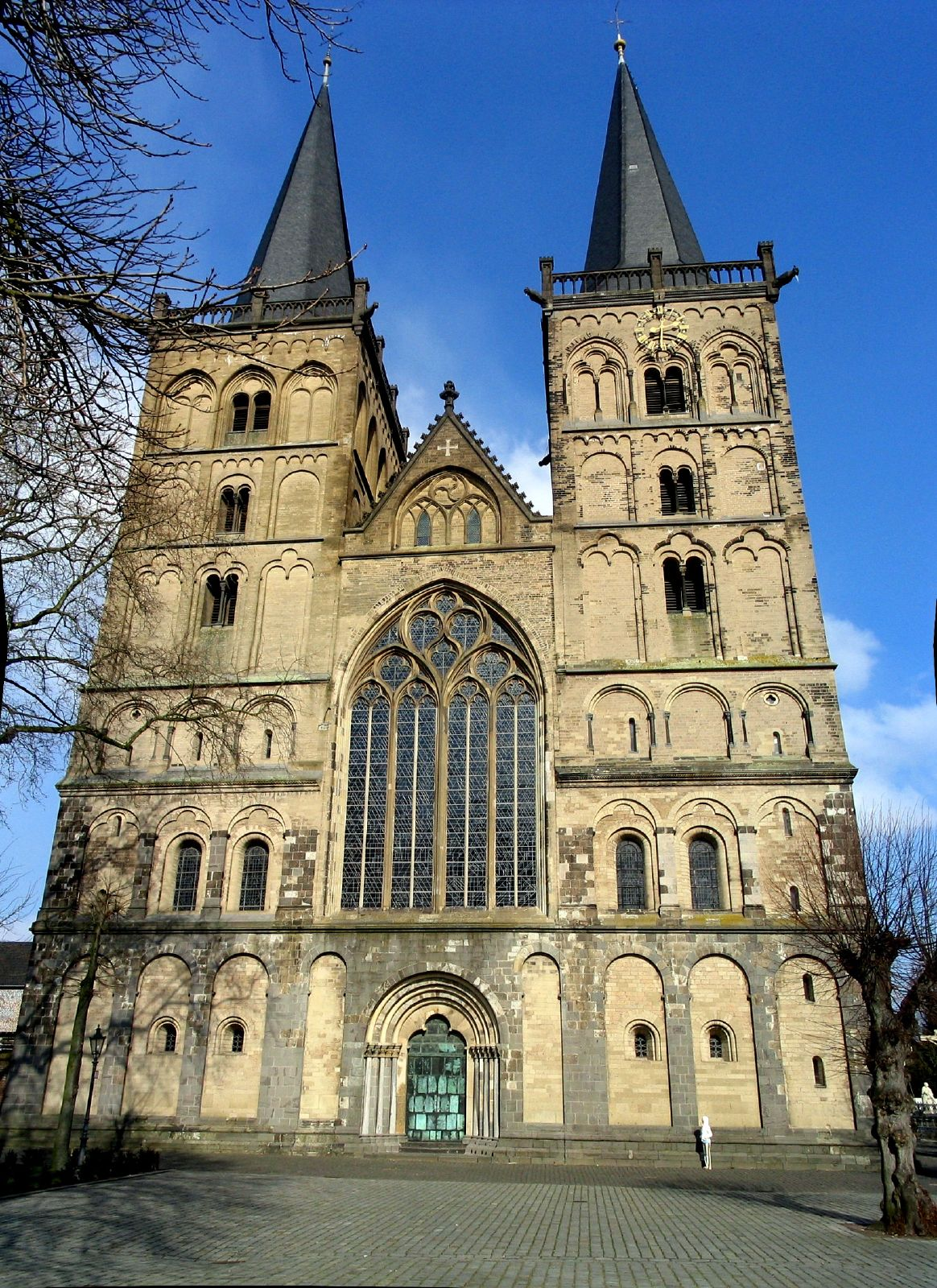
Spätromanische Westfassade, gotisch überprägt
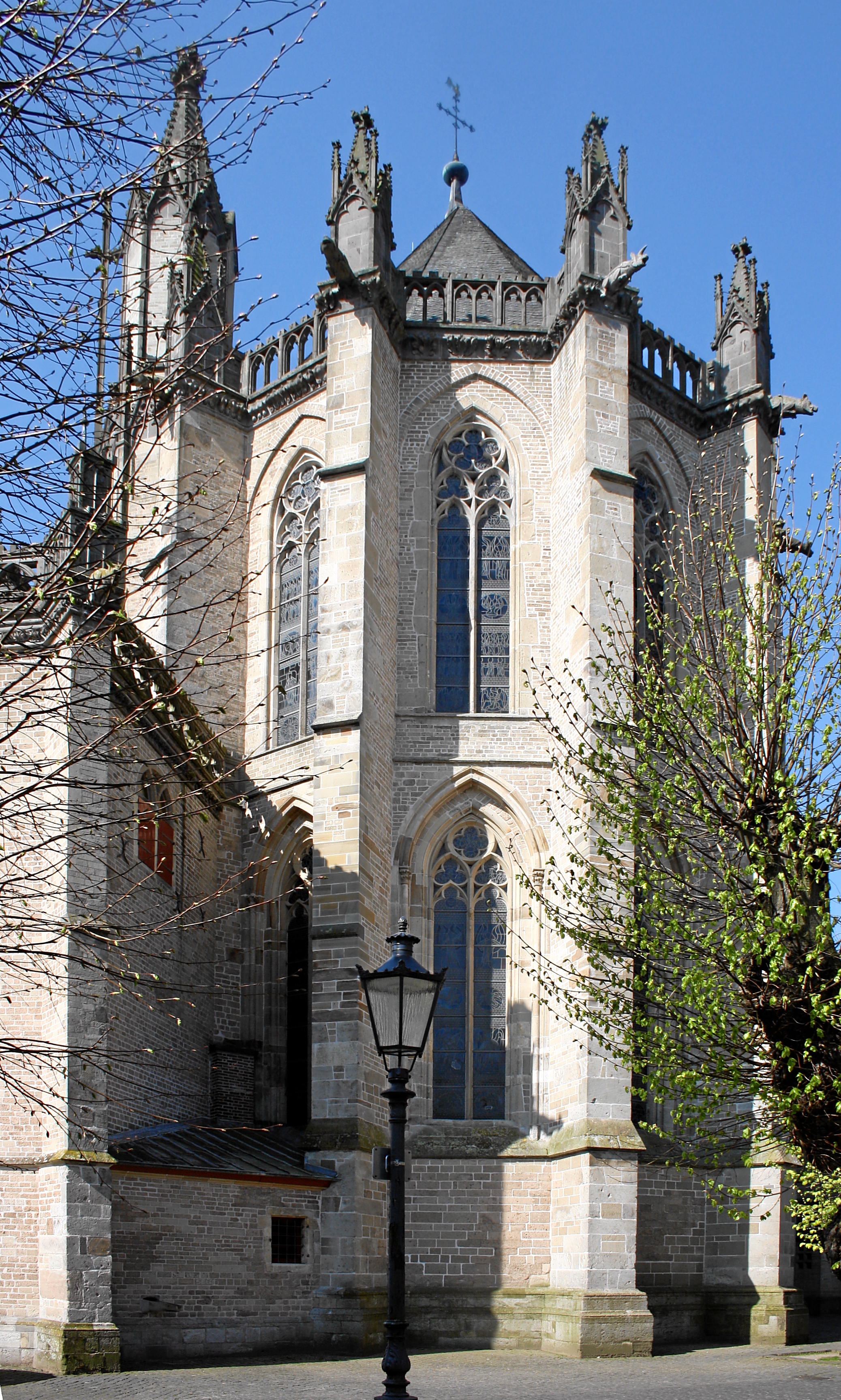
Gotischer Chor
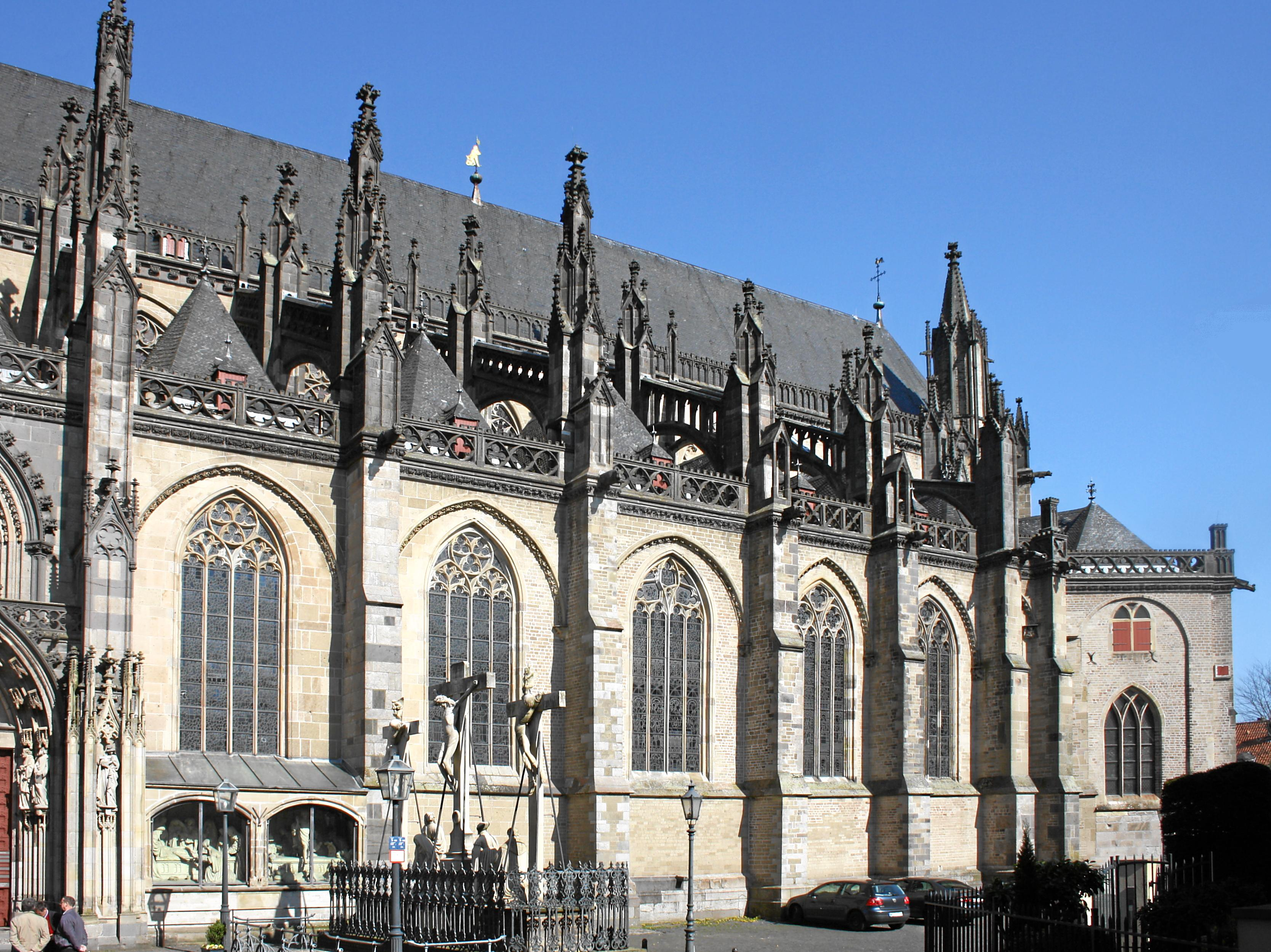
Langhaus von Süden
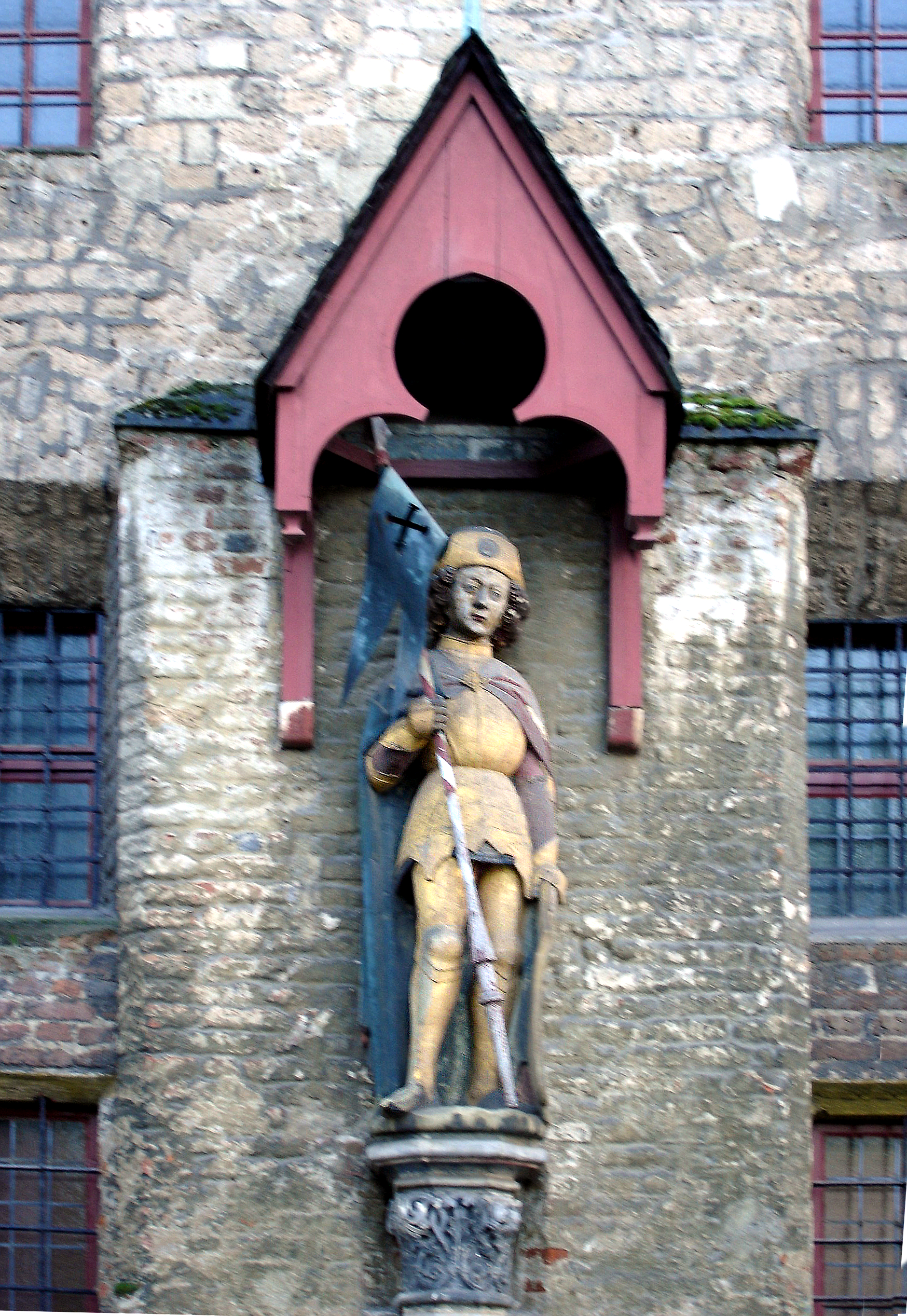
Statue des heiligen Viktor an der Rückseite des Doms
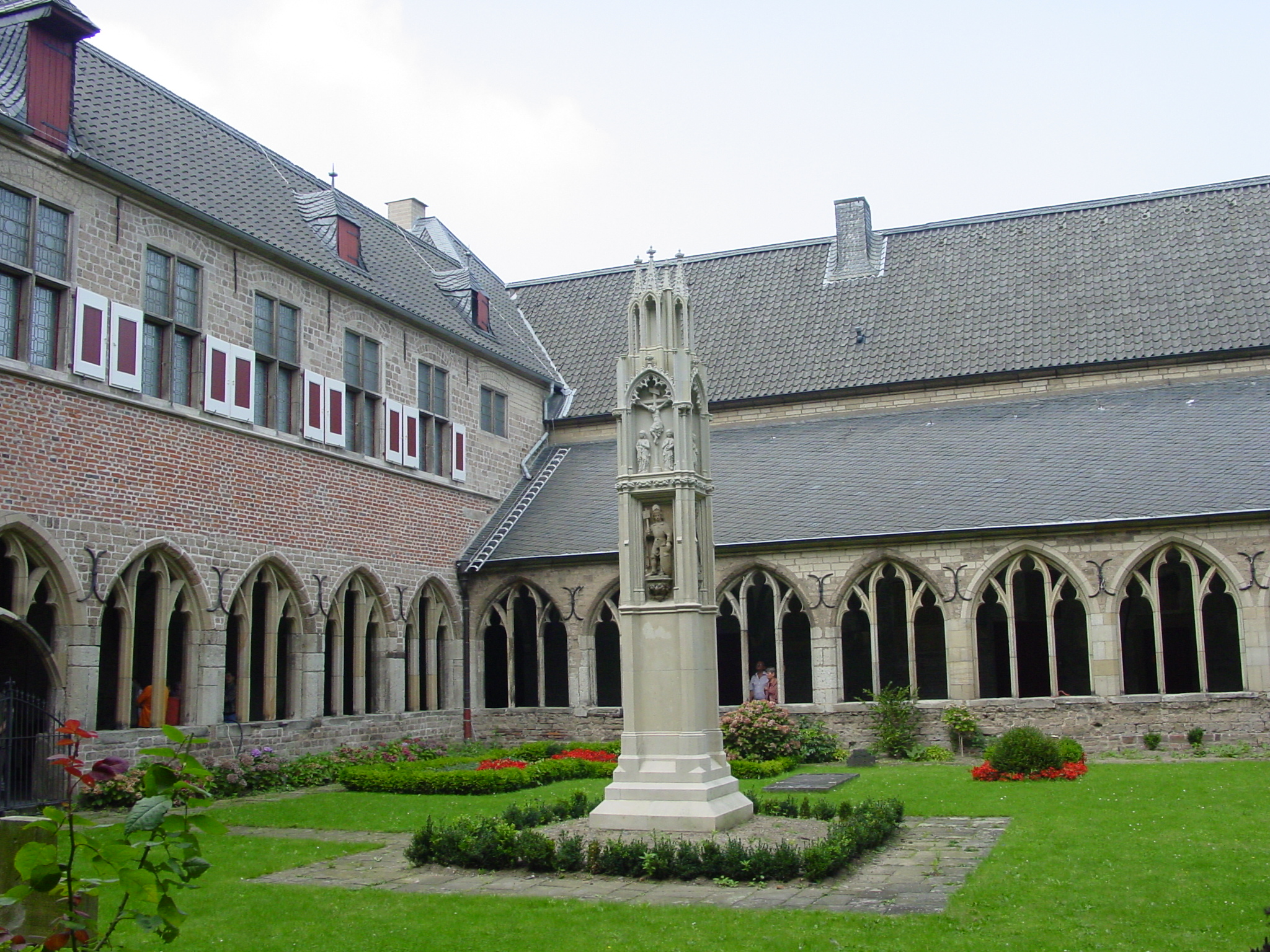
Der Kreuzgang
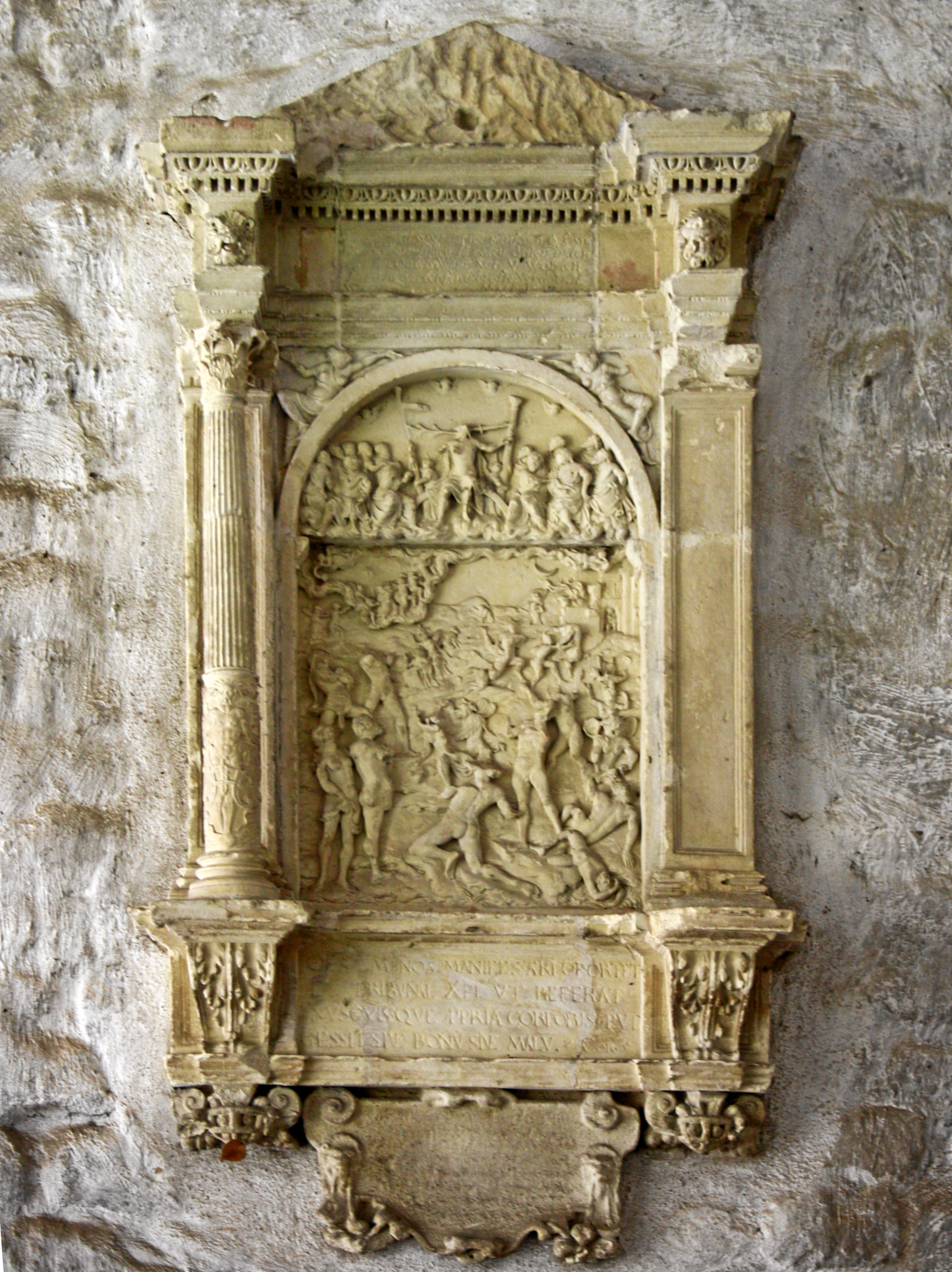
Eines der zahlreichen Epitaphe im Kreuzgang
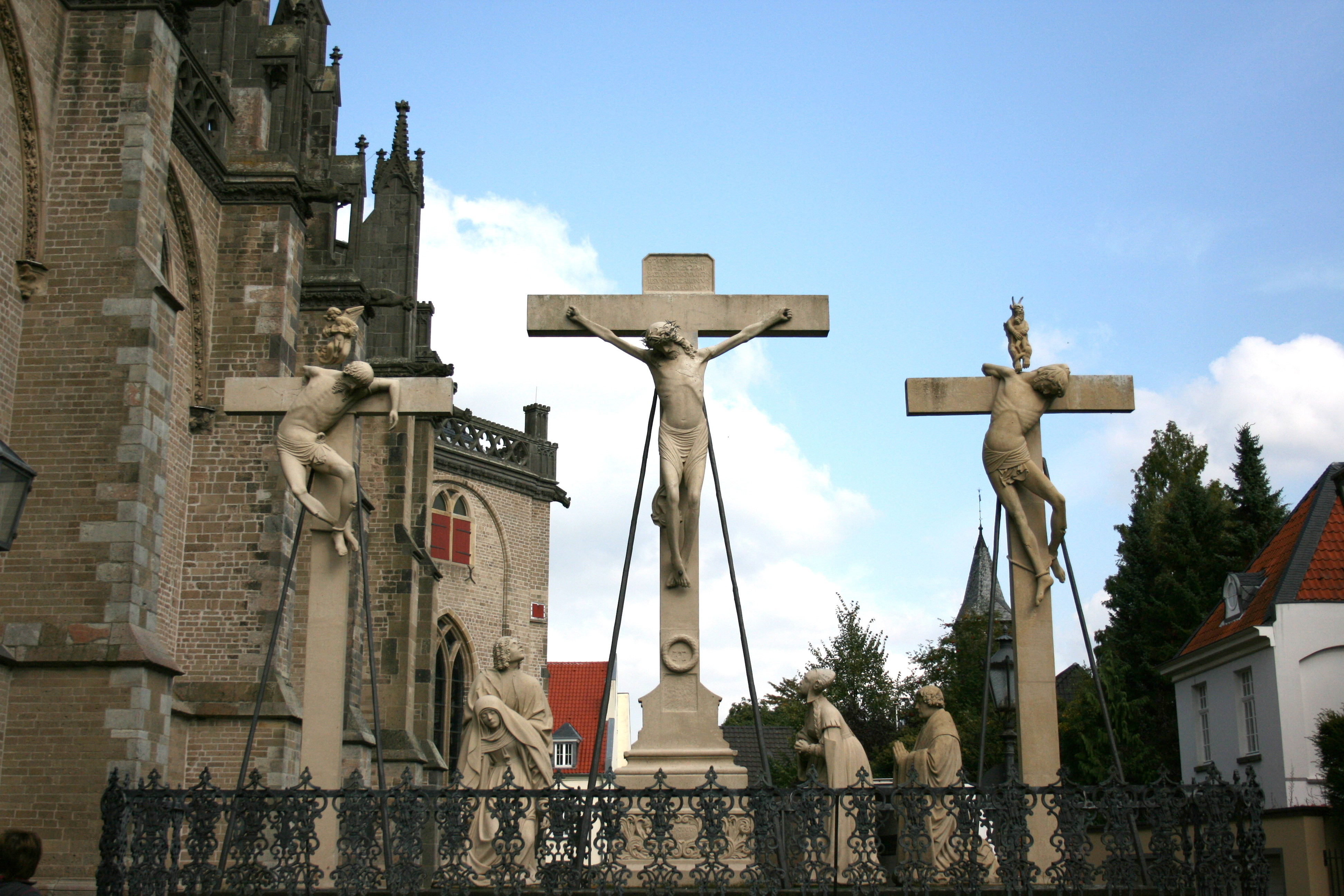
Kalvarienberg an der Südseite
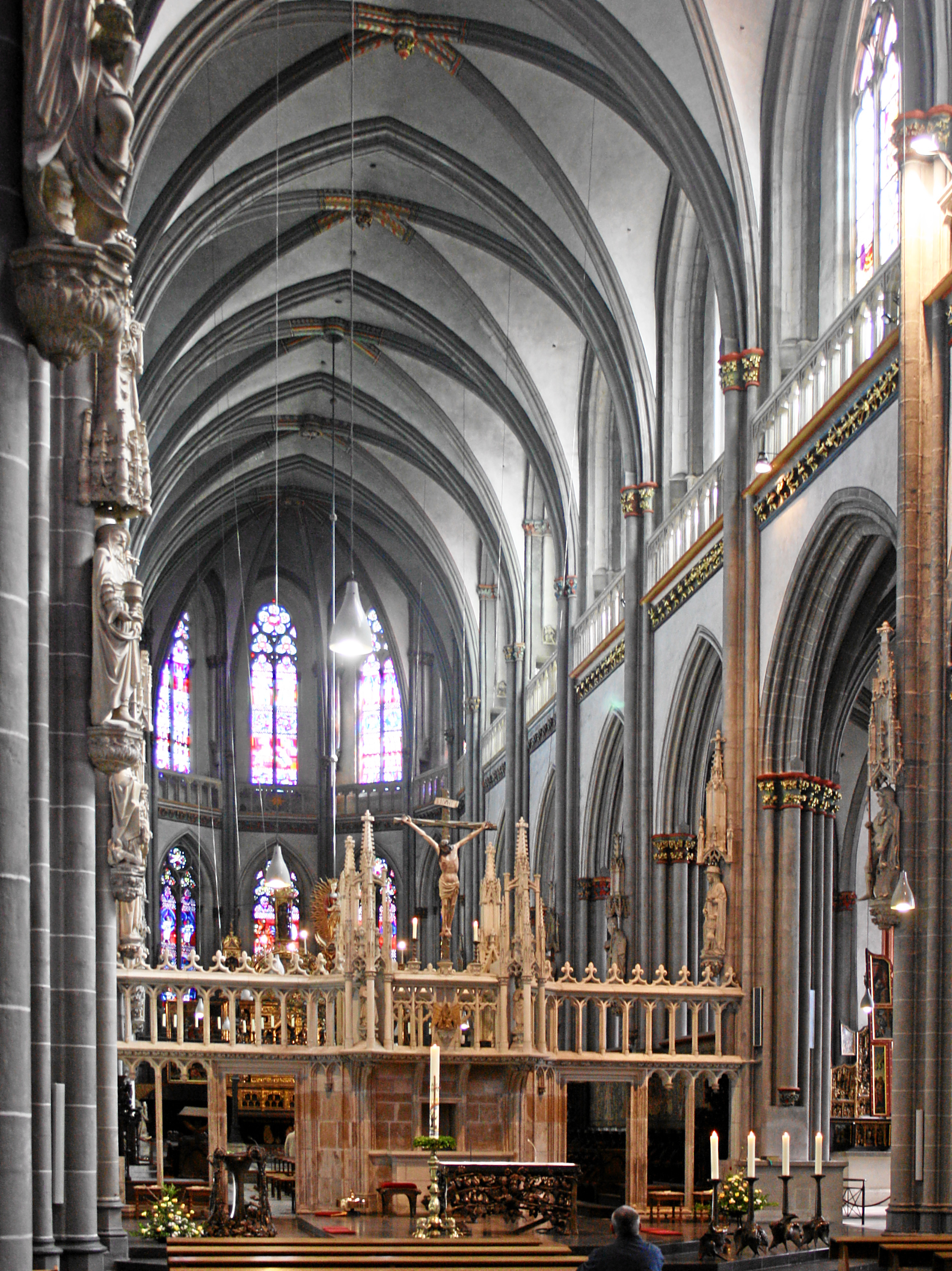
Langhaus nach Osten
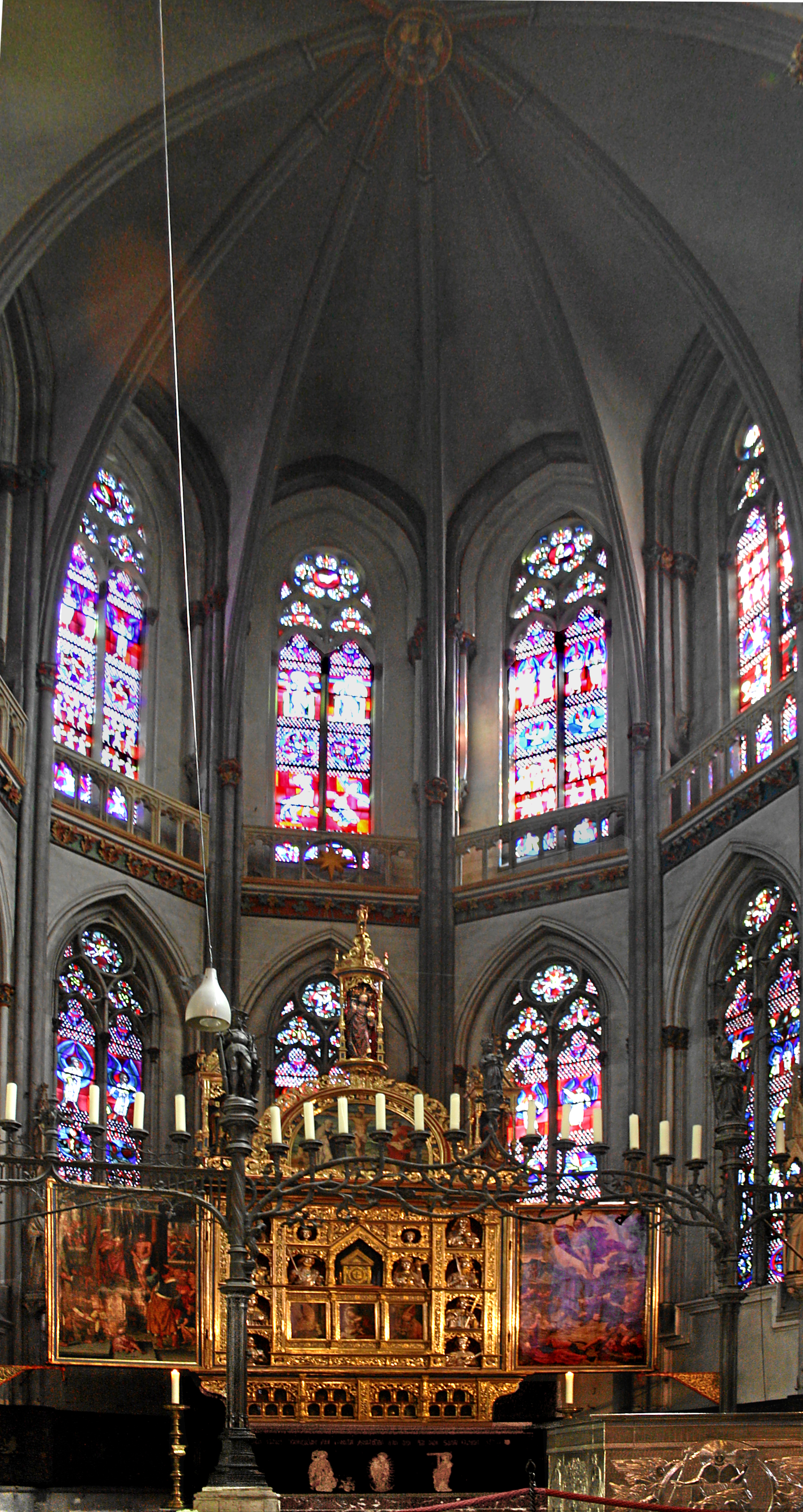
Chor
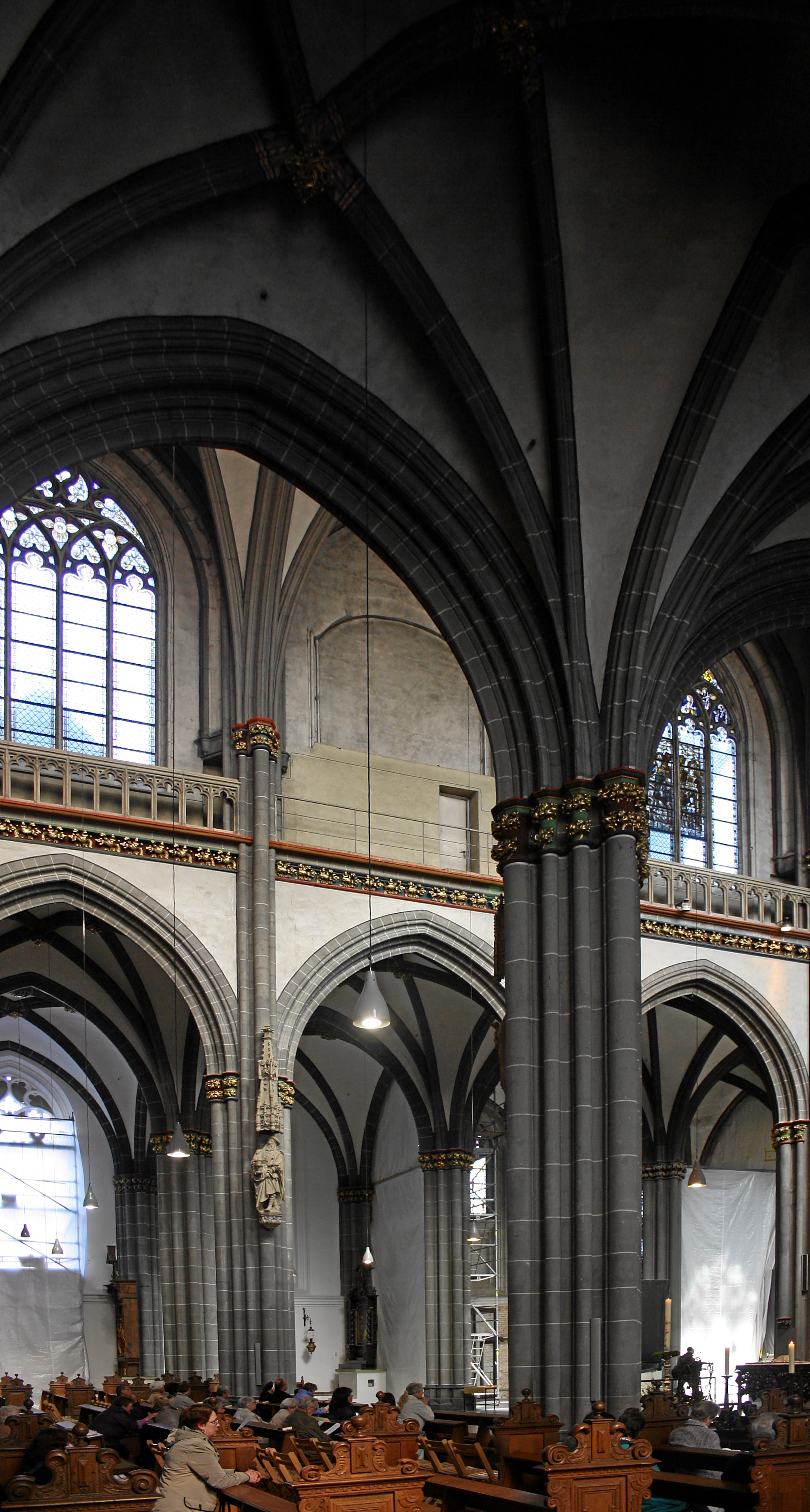
Blick auf die Nordwand
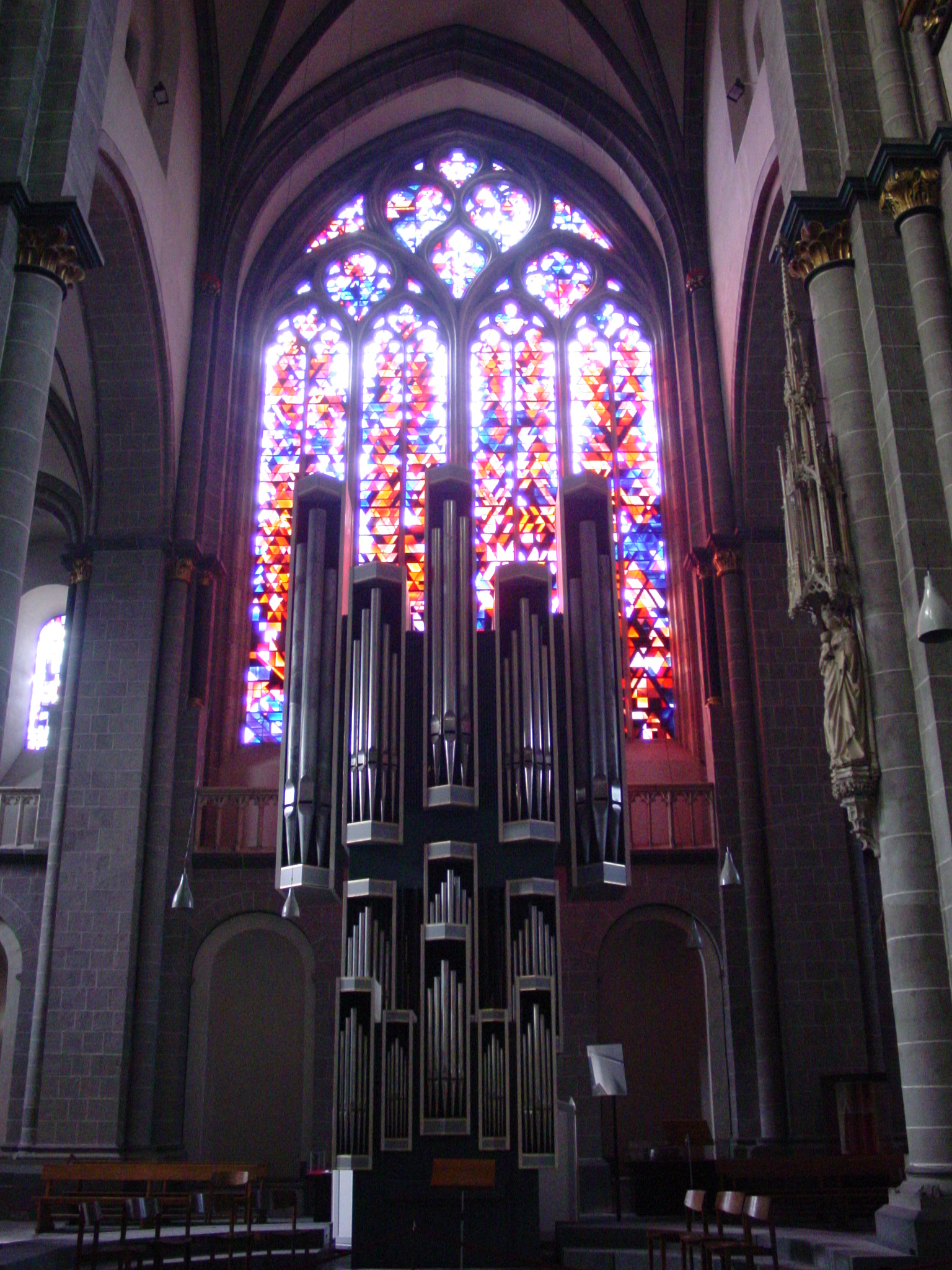
Eine der Domorgeln

### Aufhebung des Stifts

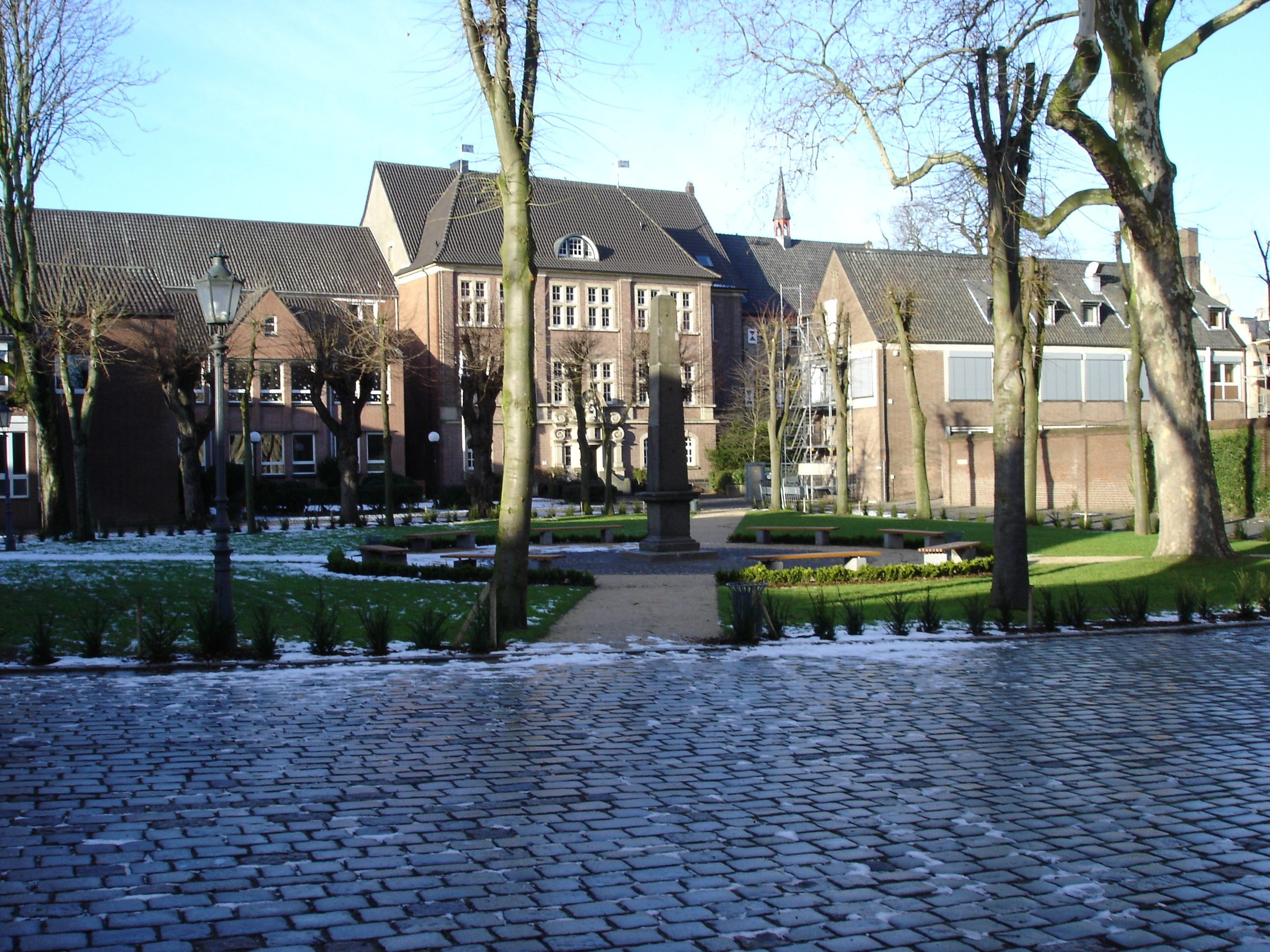
Der Obelisk de Pauw auf dem Domplatz

1802 wurde das Kirchenstift unter französischer Besatzung durch Napoleon Bonaparte säkularisiert und der Obelisk de Pauw zu Ehren von Cornelis de Pauw auf dem Domplatz errichtet. Von 1857 bis 1868 wurden unter der Leitung des königlich preußischen Baubeamten Carl Cuno umfangreiche, gut dokumentierte Renovierungen durchgeführt, auch mit Hilfe eines ab 1849 neu entstandenen Dombauvereins. Der Dombauverein löste sich jedoch nach Vollendung der Renovierung auf, so dass sich die Stiftskirche 1925 in einem mäßigen Zustand befand und eine ständige Dombauhütte eingerichtet wurde; seit 1928 existierte wieder ein Dombauverein.

### Ausgrabungen der 1930er Jahre
Bei durch Walter Bader durchgeführten Ausgrabungen unter dem Chor des Doms wurde 1933 ein auf das 4. Jahrhundert datiertes Doppelgrab entdeckt und schließlich eine Krypta angelegt, welche 1936 durch den Bischof von Münster, Clemens August Graf von Galen, geweiht wurde. Hierbei konnten auch Überreste der Fußböden von mindestens sieben Vorgängerbauten nachgewiesen werden. Die im Doppelgrab erhalten gebliebenen Gebeine konnten allerdings nicht mit Namen in Verbindung gebracht werden. Da an diesen eine absichtliche Tötung nachgewiesen werden konnte, liegt in Verbindung mit der nachweisbaren Überbauung des Grabes jedoch die Vermutung nahe, dass die ursprüngliche cella memoriae nicht Viktor, sondern ebendiesen namentlich Unbekannten gewidmet war. Dementsprechend ist die Legende des heiligen Viktor wahrscheinlich erst später entstanden und wurde auf die zurückliegende Geschichte übertragen.

### Zerstörung im Zweiten Weltkrieg und Wiederaufbau
Gegen Ende des Zweiten Weltkriegs 1945 wurde der Dom durch alliierte Angriffe von Fliegerbomben getroffen und massiv beschädigt. Der obere Teil des Nordturms stürzte in sich zusammen. Die Ausstattung des Domes, darunter auch die kunstvollen Fenster, war jedoch schon vor Beginn der Angriffe aus dem Dom entfernt worden, um diese vor der Zerstörung zu bewahren. Der anschließende Wiederaufbau ab 1947 konnte, vor allem dank Walter Bader, innerhalb von nur 19 Jahren bis 1966 abgeschlossen werden. Großen Wert legte man hierbei auf eine möglichst originalgetreue Wiederherstellung in allen Einzelheiten. Bislang konnten jedoch noch nicht alle Objekte wieder an ihren ursprünglichen Platz gesetzt werden. Es handelt sich dabei vor allem um Skulpturen der Außenmauer, aber auch um Wandteppiche und Gemälde des Innenraums. Diese werden bis zu ihrer Restaurierung in einem Saal ähnlich einem Museum ausgestellt. Bereits im Sommer 1948 war der Westteil des Langhauses als Notkirche hergerichtet worden, so dass dort erstmals wieder Gottesdienste abgehalten werden konnten.

### Errichtung der Gedenkstätte für neuzeitliche Märtyrer

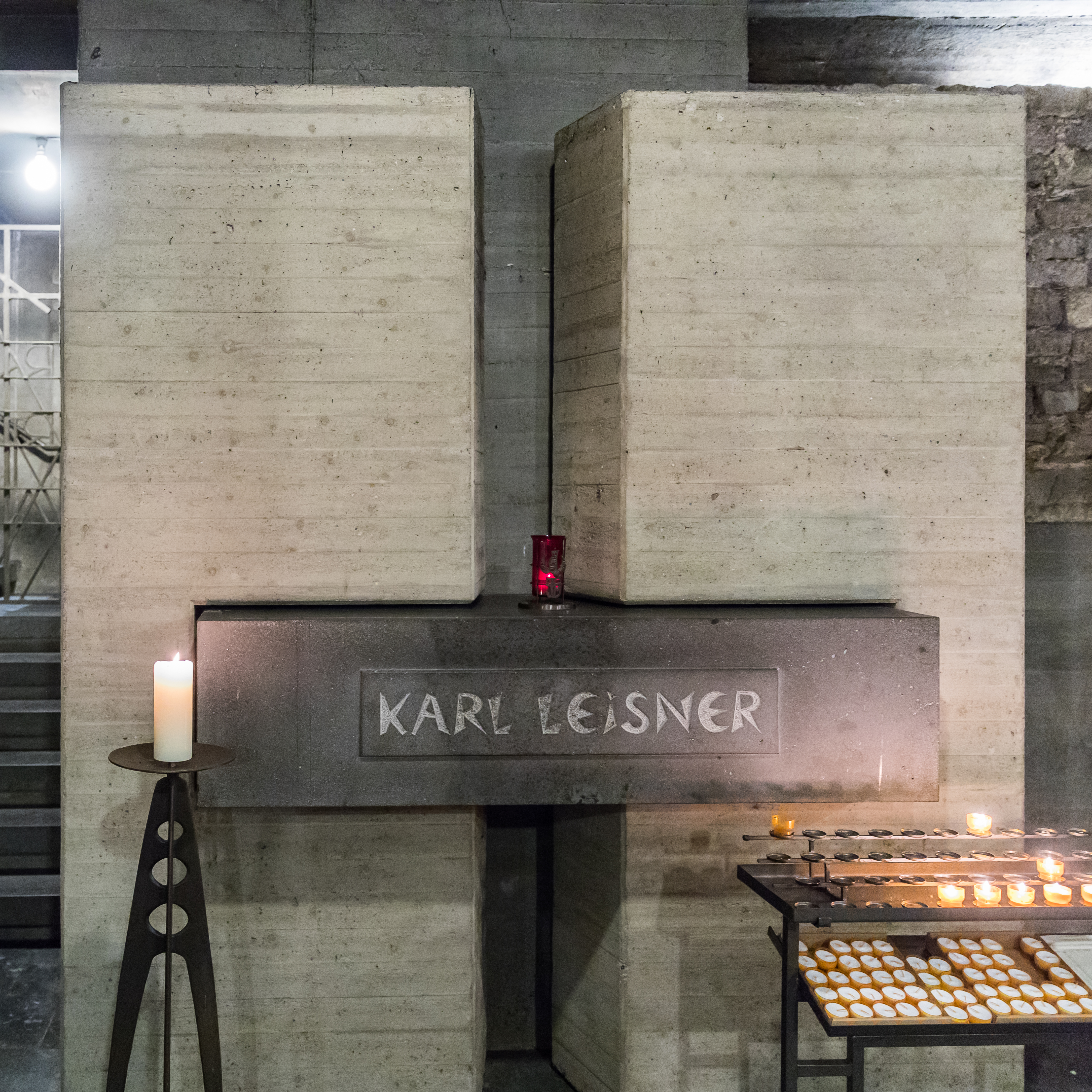
Grab von Karl Leisner in der Krypta

1966 wurde die Krypta unter dem Dom erweitert und Opfer des Nationalsozialismus in dieser beigesetzt. So befinden sich dort Urnen mit Asche aus den Konzentrationslagern Auschwitz, Bergen-Belsen und Dachau. Ebenfalls in der Krypta befinden sich die Gräber Heinz Bellos, Karl Leisners und Gerhard Storms. Aschenurnen, Erinnerungsstücke und Schrifttafeln erinnern an Wilhelm Frede, Nikolaus Groß und Johannes Maria Verweyen. Am 28. Januar 2006 wurde auch eine Reliquie des Bischofs Clemens August Graf von Galen, der in Xanten und Münster gegen den Nationalsozialismus gepredigt hatte, in die Xantener Krypta übergeführt.

## Ausstattung

### Lettner
Im Chor wurde von 1396 bis 1400 ein Lettner errichtet, der den Hochaltar vom Gemeindealtar trennt. Dieser blieb nach der Säkularisation durch das Eingreifen von Karl Friedrich Schinkel im Jahr 1815 erhalten.

### Wandteppiche
Über dem Chorgestühl sind Bildteppiche mit biblischen Szenen zu sehen. Es handelt sich um Brüsseler Spätrenaissanceteppiche aus dem frühen 16. Jahrhundert. Auf dem abgebildeten Bildteppich ist dargestellt, wie Esther vor den König Ahasveros tritt, um für das jüdische Volk Rettung zu erlangen.

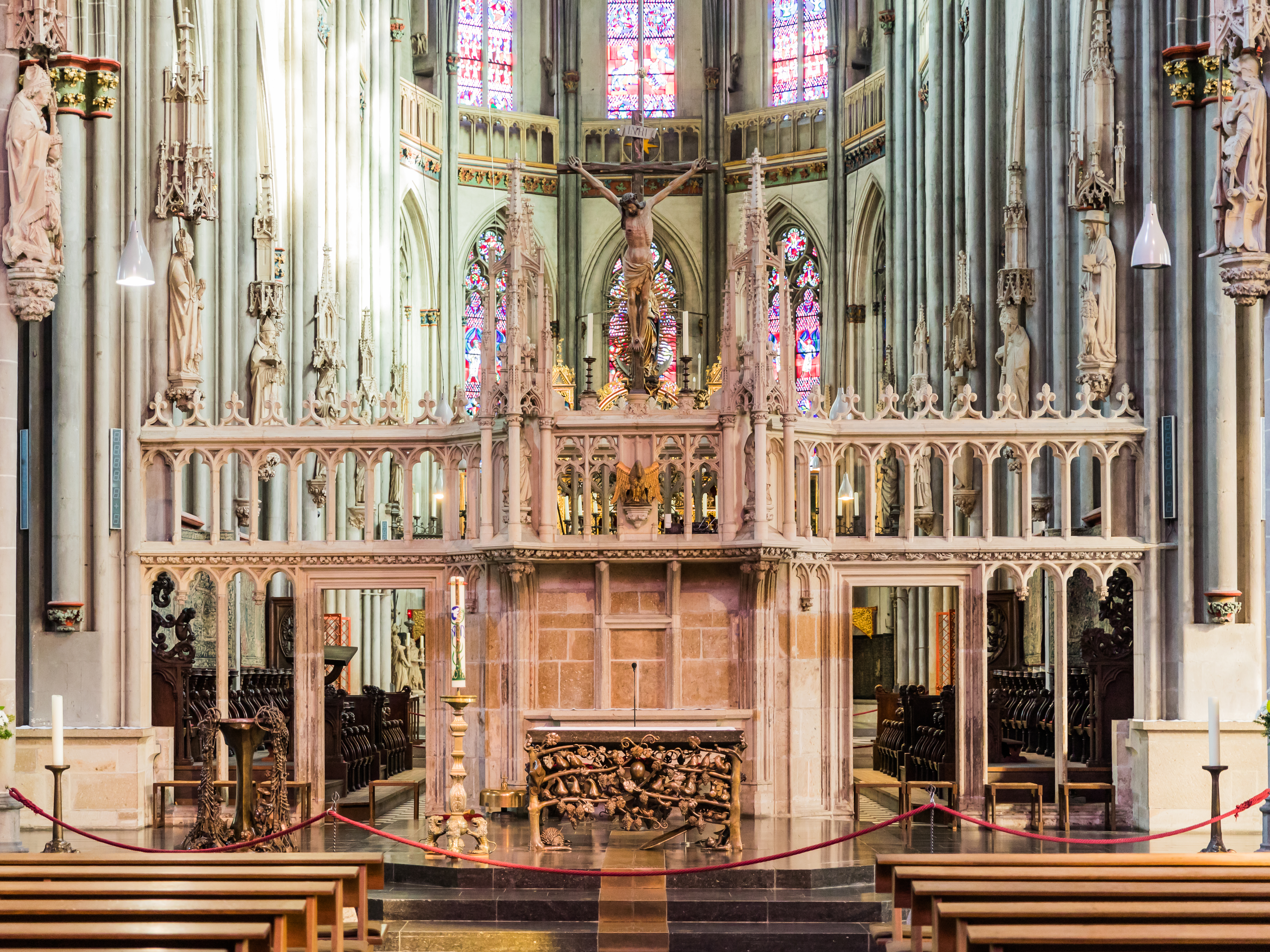
Lettner vom Ende des 14. Jahrhunderts
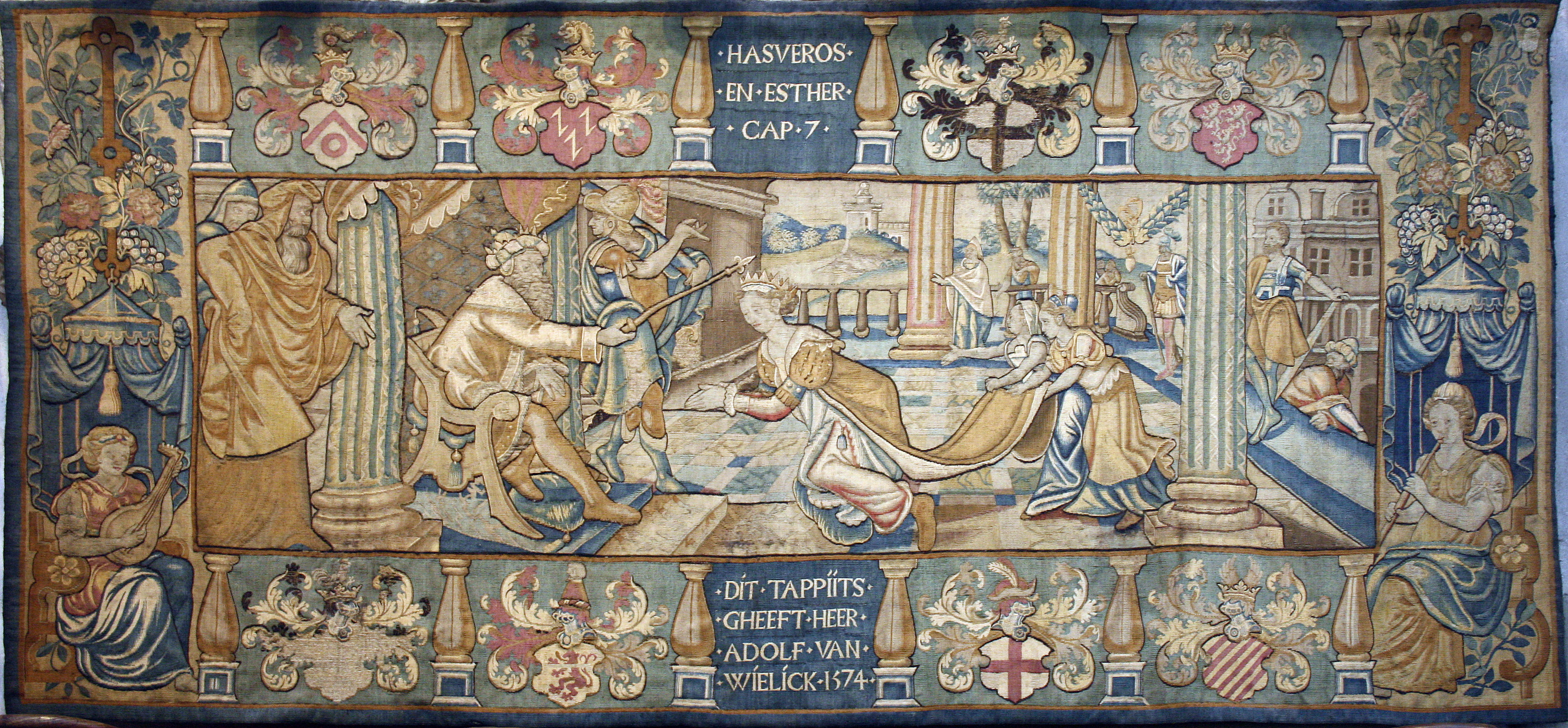
Brüsseler Bildteppich im Chor

### Hochaltar

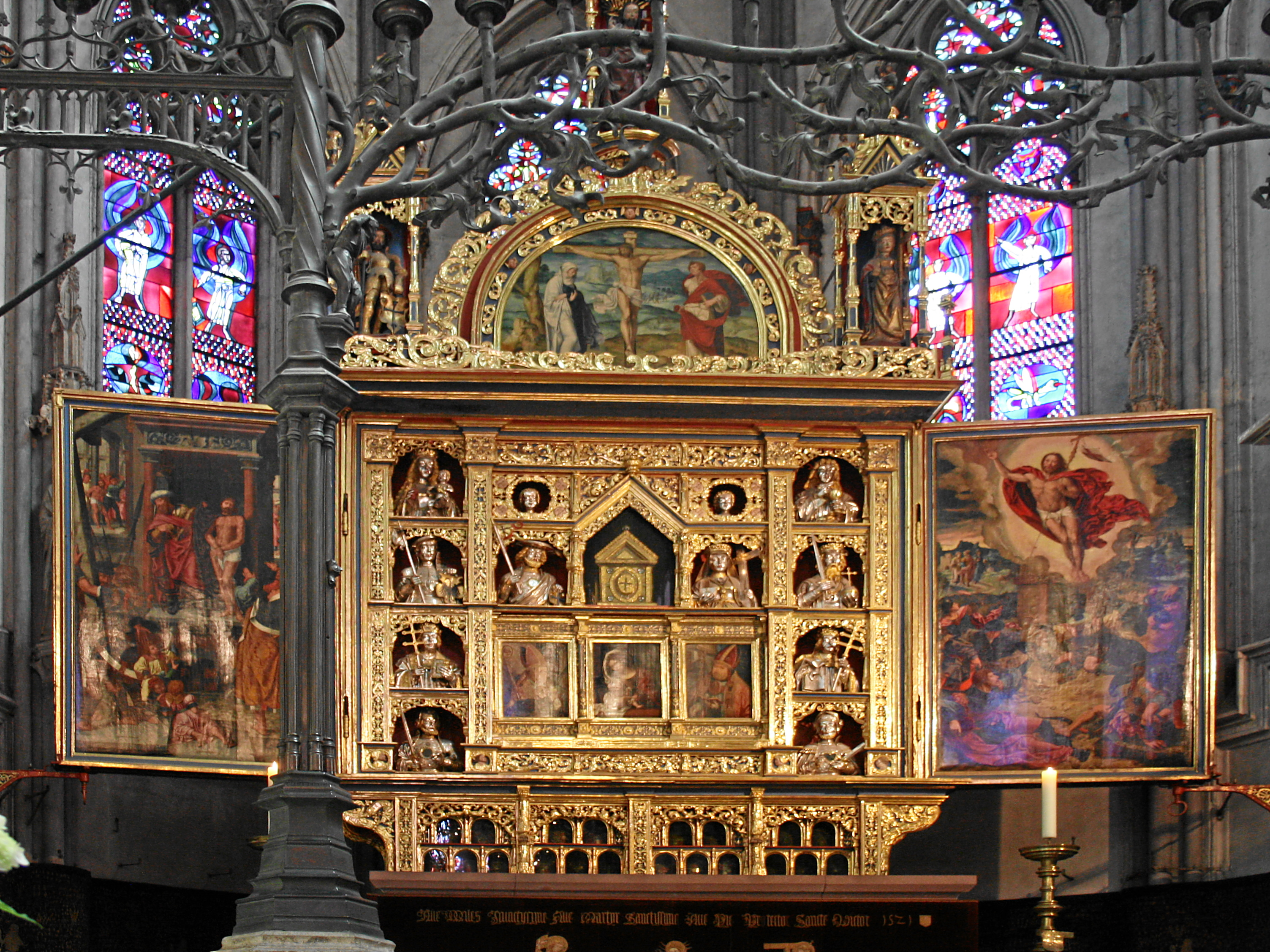
Hochaltar, 1529–1544

Der Hochaltar als bedeutendstes Heiligtum des Domschatzes enthält die Gebeine des heiligen Viktor in einem edelsteinbesetzten Schrein, welcher heute zu den ältesten erhaltenen Schreinen im Rheinland zählt. Seit 1128 werden die mutmaßlichen Gebeine des heiligen Viktor in diesem Schrein aufbewahrt. An den Seiten des Schreins wurden Büsten, welche den heiligen Viktor und Helena abbilden, errichtet.
Der Altaraufsatz (Retabel) wurde 1529 bei dem Kölner Schreiner W. von Roermond und dem Maler Barthel Bruyn d. Ä. in Auftrag gegeben und gehört zu den Hauptwerken der frühen Renaissance am Rhein. In den Flügeln des Altars befinden sich Gemälde Bruyns aus dem Jahr 1534, auf denen verschiedene Ereignisse aus den Legenden um Viktor und Helena dargestellt werden. Weitere von Bruyn angefertigte Gemälde sind im gesamten Dom zu finden und bilden neben Heiligen und Angehörigen der Kanoniker auch Xantener Bürger ab.

### Weitere Altäre
Bis heute sind 24 meist aus Holz geschnitzte Altäre erhalten, welche vor allem im 15. Jahrhundert am Niederrhein gefertigt worden sind. Am meisten hervorzuheben sind von diesen der Märtyreraltar, der Marienaltar, der Martinusaltar und der Antoniusaltar.
Der Märtyreraltar wurde 1525 als dreiteiliges Retabel in Antwerpen gefertigt und beinhaltet verschiedene Darstellungen der Passion Christi und aus dem Leben Marias.
Der Marienaltar aus dem Jahr 1536 wurde durch Heinrich Douvermann aus Dinslaken hergestellt. Die Predella des Altars mit der Darstellung der Wurzel Jesse gilt noch heute als ein Meisterwerk der Handwerkskunst und stellt wie auch der Märtyreraltar verschiedene Ereignisse aus dem Leben Marias dar.
Der Martinusaltar wurde bereits im Jahr 1477 geweiht, die Skulptur des heiligen Martin auf seinem Pferd musste jedoch später erneuert werden. Ebenfalls nachträglich hinzugefügt wurden die mit zahlreichen Gemälden ausgefüllten Altarflügel.
Der Antoniusaltar besitzt im Kontrast zu den bereits genannten Altären keine Aufteilung in verschiedene Darstellungen. Stattdessen enthält er in mehreren Nischen Skulpturen, welche unter anderem Maria Magdalena und den heiligen Antonius darstellen. Das Retabel auf dem Altar wurde um das Jahr 1500 im Dom aufgestellt.
Weiterhin gibt es in St. Viktor den Helenaaltar, den Matthiasaltar und zahlreiche weitere Altäre im Stil des Barock.

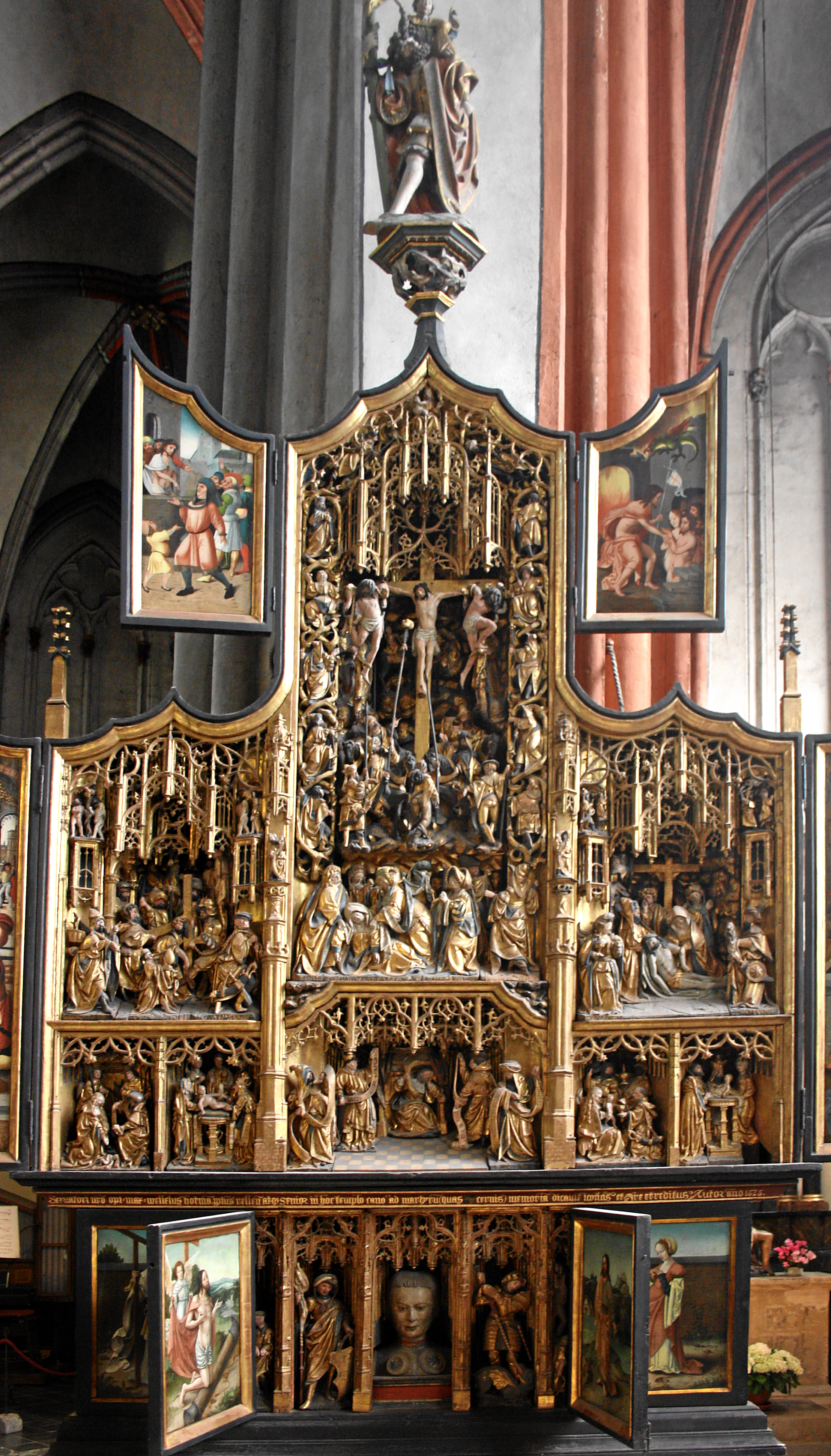
Märtyreraltar von 1525
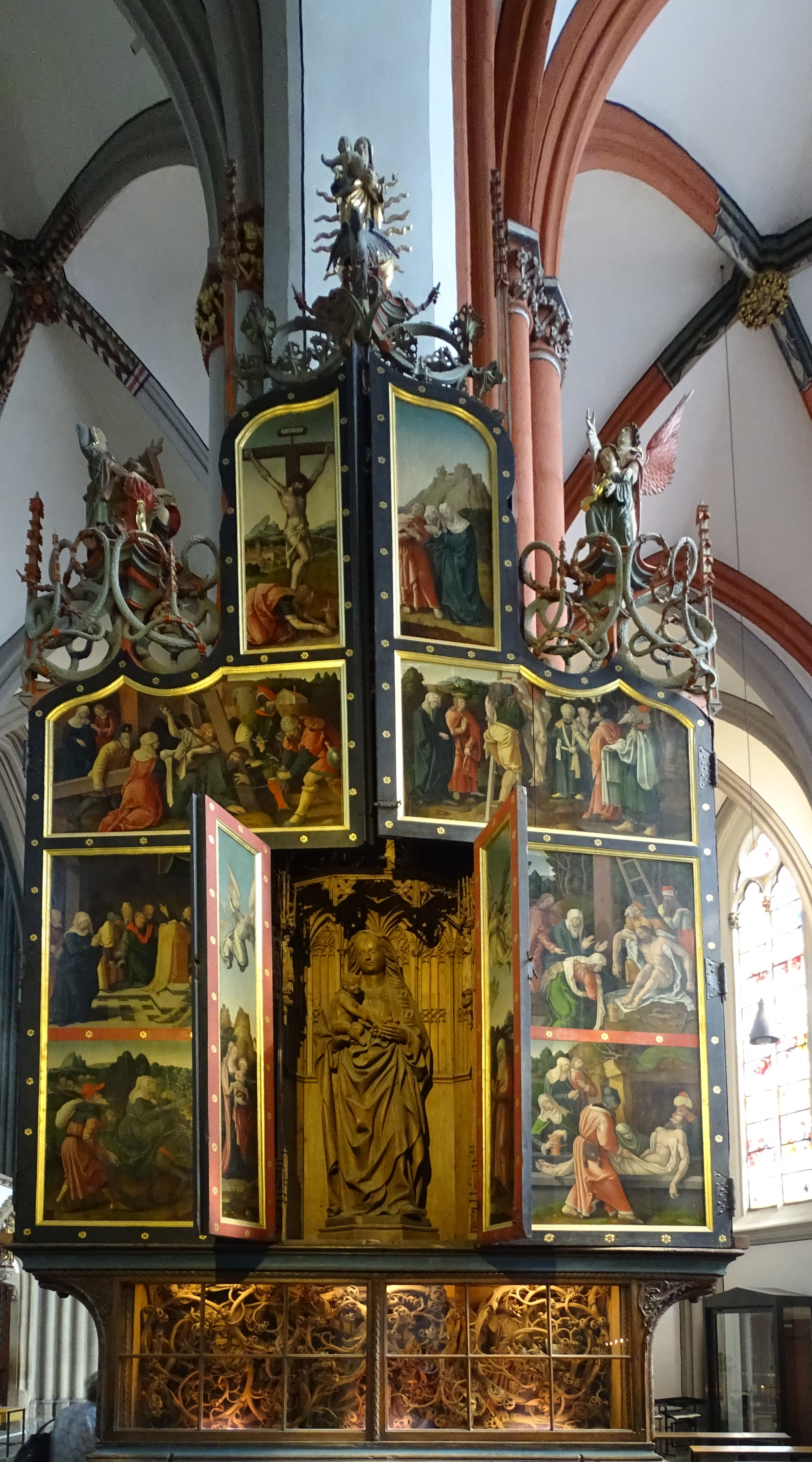
Marienaltar von 1536
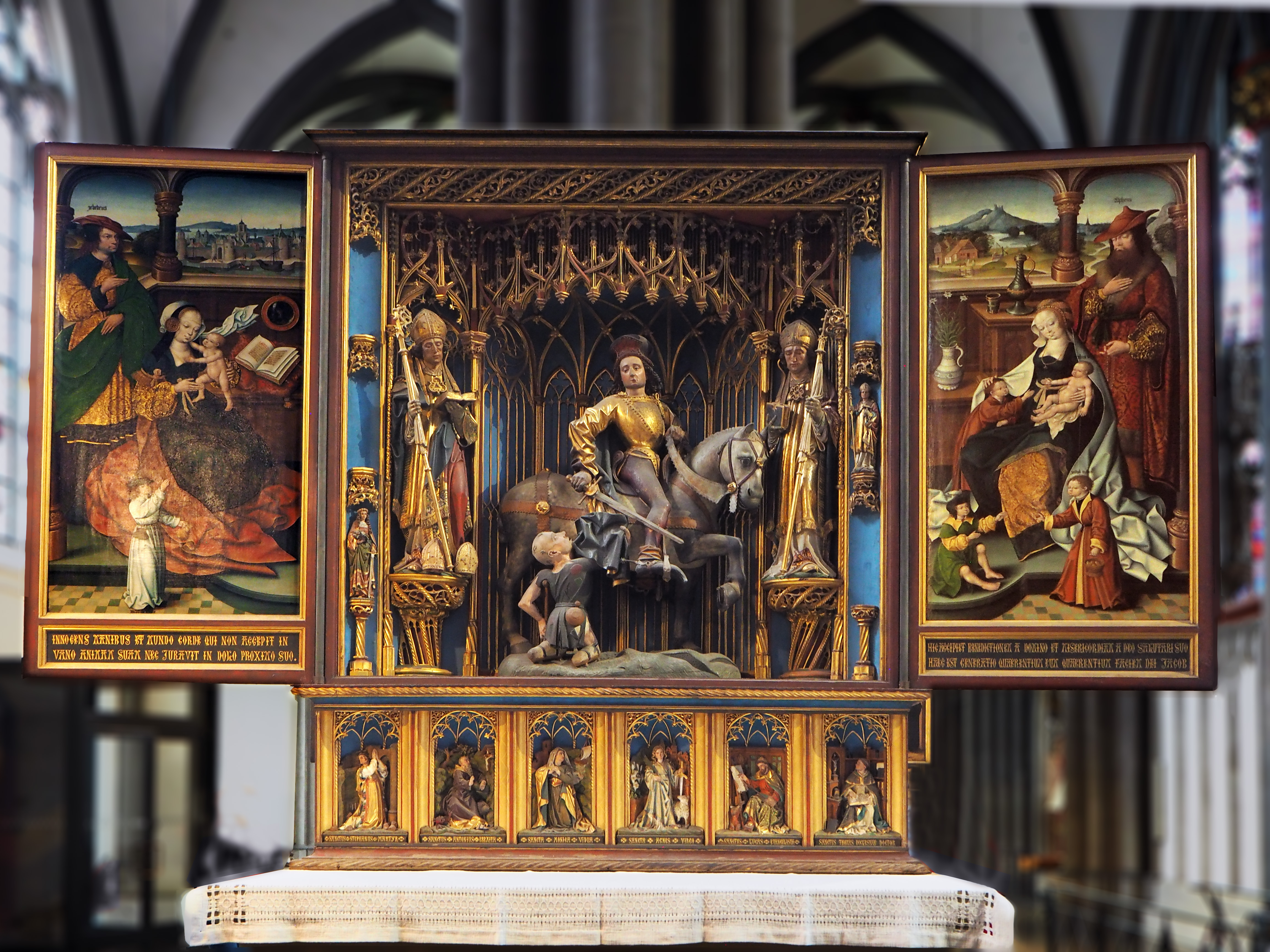
Martinusaltar von 1477
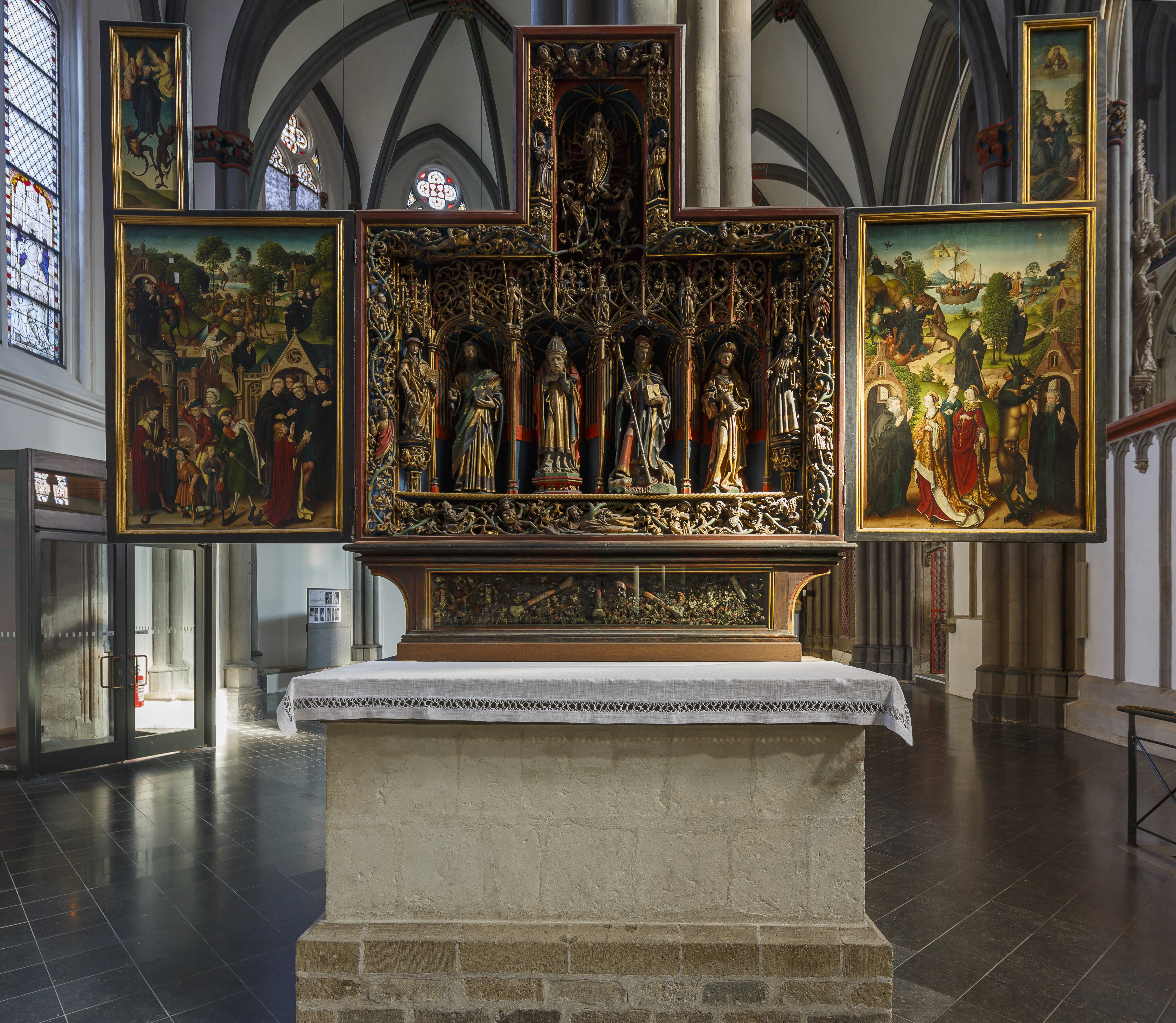
Antoniusaltar, um 1500
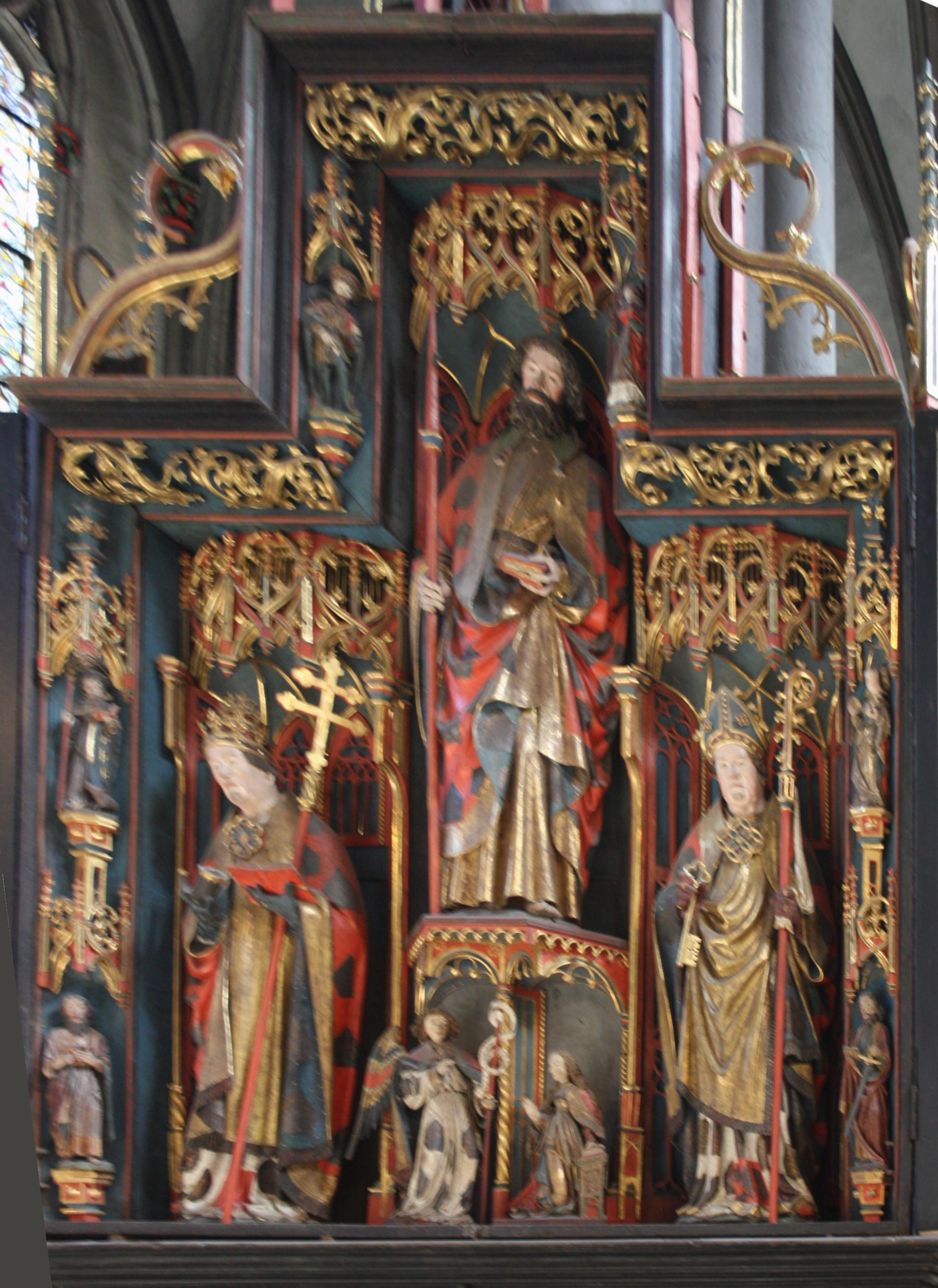
Matthiasaltar

### Skulpturen
An den Pfeilern des Mittelschiffs wurden 28 Skulpturen aus Stein angebracht, welche um das Jahr 1300 angefertigt worden waren und deren Motive von Darstellungen der Verkündigung über die Abbildung von Heiligen bis zur Abbildung Viktors und Helenas reichen. Aus dem 15. Jahrhundert stammen die Skulpturen der vier Kirchenväter und des heiligen Martin, des heiligen Cornelius und abermals des Schutzpatrons Viktor. Im 15. und 16. Jahrhundert wurden schließlich die Skulpturen des Heiligen Christophorus, der Heiligen Drei Könige und der Maria hinzugefügt.

### Stiftsbibliothek
Auch die im Jahr 1547 eingerichtete Stiftsbibliothek blieb größtenteils erhalten. Diese befindet sich über dem Kreuzgang im Innenhof des Doms, die dort aufbewahrten Bestände an historischen Schriften wurden zu großen Teilen erst zu Beginn des 19. Jahrhunderts infolge der Säkularisation von den ehemals um Xanten gelegenen Klöstern an die Bibliothek übergeben. Weitere Teile des ehemaligen Bestandes befinden sich heute außerhalb der Bibliothek, beispielsweise die älteste erhaltene Handschrift des Stifts aus der Palastschule Karls des Großen aus dem 9. Jahrhundert in Brüssel. Andere Teile der Bibliothek wurden unter Napoléon nach Paris gebracht, weitere kamen nach Bonn, Köln und Münster.

### Glocken
Der Xantener Dom verfügt über ein bedeutendes Glockenensemble aus sechs Läuteglocken, von denen drei noch von Glöcknern von Hand geläutet werden. Die Läuterkompagnie am Xantener Dom besteht seit 1923. Dazu kommen zwei Uhrschlagglocken am Helm des Südturmes. Bei der Glocke von 1962 handelt es sich um einen Neuguss aus dem Material der Vorgängerglocke des Gerhard van Wou von 1495. Dabei wurden Inschriften und Zier übernommen. Vier Scherben der alten Glocke sind noch erhalten geblieben.
Mit drei neuen Glocken machte 1996 die Familie Underberg der Pfarrei eine Schenkung, damals aus Anlass des 150-jährigen Firmenbestehens Underbergs. Die Schenkung wurde aber vom Kirchenvorstand mit der Begründung abgelehnt, dass der Turm für zusätzliche Glocken nicht stabil genug sein würde. Um das historische Geläut zu entlasten, griff man erst 2014 auf die im Jahre 1996 von der Familie Underberg gemachten Stiftung der neuen Glocken zurück. Die Dorstener Firma Diegner & Schade, die für die Wartung der bisherigen Glocken zuständig ist, baute dafür einen weiteren Glockenstuhl ein. Am 3. Adventssonntag (Gaudete) 2014 segnete Weihbischof Wilfried Theising die neuen Glocken.
| Glocke | Name                       | Gussjahr | Gießer                  | Durchmesser | Masse ≈ | Schlagton (HT-1⁄16) | Läuteantrieb         | Hängeort                |
| ------ | -------------------------- | -------- | ----------------------- | ----------- | ------- | ------------------- | -------------------- | ----------------------- |
| 1      | Großer Viktor              | 1450     | Wilhelm van Arnheim     | 1595 mm     | 2300 kg | h0+3                | 3 Personen, händisch | Glockenstube Südturm    |
| 2      | Helena                     | 1461     | Wilhelm van Wou         | 1475 mm     | 2000 kg | cis1+4              | 3 Personen, händisch | Glockenstube Südturm    |
| 3      | Anna und Antonius          | 1962     | Monasterium Eijsbouts   | 1247 mm     | 1250 kg | e1+3                | 1 Person, händisch   | Glockenstube Südturm    |
| 4      | Johannes                   | 1450     | (Wilhelm van Arnheim)   | 1030 mm     | 700 kg  | g1+6                | elektrisch           | Glockenstube Südturm    |
| 5      | Gottesmutter Maria         | 1996     | Petit & Gebr. Edelbrock | ?           | 530 kg  | a1                  | elektrisch           | Glockenstube Südturm    |
| 6      | Barbara                    | 1527     | Wilhelm Tolhuis         | 823 mm      | 300 kg  | c2+6                | elektrisch           | Glockenstube Südturm    |
| 7      | Kleiner Viktor             | 1634     | Simon Hellingh          | 736 mm      | 250 kg  | c2+9                | elektrisch           | Glockenstube Südturm    |
| 8      | Kardinal von Galen         | 1996     | Petit & Gebr. Edelbrock | ?           | 208 kg  | d2                  | elektrisch           | Glockenstube Südturm    |
| 9      | Karl Leisner               | 1996     | Petit & Gebr. Edelbrock | ?           | 145 kg  | e2                  | elektrisch           | Glockenstube Südturm    |
| I      | Martha (Stunden)           | 1557     | Jan Tolhuis             | 1100 mm     | ?       | um e1               | Schlaghammer         | Turmhelm Südturm, unten |
| II     | Katherina (Viertelstunden) | 14. Jh.  | unbekannt               | ?           | ?       | um h1               | Schlaghammer         | Turmhelm Südturm, oben  |

Eine Besonderheit stellt der Uhrschlag dar: Die vollen Stunden werden über die größere Schlagglocke angezeigt. Zur Viertelstunde erfolgt jeweils ein, zur Dreiviertelstunde erfolgen jeweils drei und vor der vollen Stunde jeweils vier Schläge auf der kleineren Schlagglocke. Die halben Stunden werden durch beide Glocken signalisiert. Die Schläge der dabei abwechselnd schlagenden Glocken – immer mit der größeren beginnend – ergeben zusammengerechnet die Zahl der angebrochenen Stunde.

### Orgel

Seifert-Orgel vor dem großen Westfenster; Glasbild von Anton Wendling gestaltet

Bis zur Zerstörung im Zweiten Weltkrieg hing eine Schwalbennestorgel an der Nordseite des Langhauses. Die jetzige Orgel vor dem großen Westfenster wurde 1975 von der Orgelbauwerkstatt Seifert (Kevelaer) erbaut. Das Instrument hat mechanische Spieltrakturen und elektrische Registertrakturen.
Ihre Qualität hinsichtlich Material und Klang wird inzwischen als so mangelhaft eingeschätzt, dass man von umfangreichen Erhaltungsmaßnahmen absehen will. Der Orgelbauverein der Propsteigemeinde bemüht sich deshalb um den Neubau einer Hauptorgel am Platz der ehemaligen Schwalbennestorgel, von wo aus die Beschallung des Domes einfacher als vom derzeitigen Orgelstandort ist. Anstelle der Seifert-Orgel soll im Westwerk dann ein kleineres, ebenfalls neu zu bauendes Orgelwerk aufgestellt werden, welches zudem das Fenster weniger verdeckt. Die Disposition der Seifert-Orgel lautet:
| I Rückpositiv C–g3 |       |
| Metallgedackt      | 8′    |
| Prinzipal          | 4′    |
| Rohrflöte          | 4′    |
| Gemshorn           | 2′    |
| Quinte             | 1 ⁄3′ |
| Scharff V          | 1′    |
| Sesquialter II     | 2 ⁄3′ |
| Cromorne           | 8′    |
| Tremulant          |       |

| II Hauptwerk C–g3 |     |
| Praestant         | 16′ |
| Prinzipal         | 8′  |
| Rohrpfeife        | 8′  |
| Oktave            | 4′  |
| Koppelflöte       | 4′  |
| Superoktave       | 2′  |
| Mixtur V          | 2′  |
| Cymbel III        |     |
| Kornett V         | 8′  |
| Trompete          | 16′ |
| Trompete          | 8′  |
| Clairon           | 4′  |

| III Schwellwerk C–g3 |        |
| Holzflöte            | 8′     |
| Viola da gamba       | 8′     |
| Schwebung            | 8′     |
| Venezianerflöte      | 4′     |
| Nasat                | 2 ⁄3′  |
| Querflöte            | 2′     |
| Terz                 | 1 3⁄5′ |
| Septime              | 1 ⁄7′  |
| Schwiegel            | 1′     |
| Mixtur 4f            | 1 ⁄3′  |
| Basson               | 16′    |
| Hautbois             | 8′     |
| Tremulant            |        |

| Pedal C–f1    |         |
| Prinzipal     | 16′     |
| Untersatz     | 16′     |
| Quintbass     | 10 2⁄3′ |
| Oktavbass     | 8′      |
| Rohrpommer    | 8′      |
| Choralbass    | 4′      |
| Spitzgedackt  | 4′      |
| Nachthorn     | 2′      |
| Rauschwerk IV | 5 1⁄3′  |
| Hintersatz V  | 2 ⁄3′   |
| Posaune       | 16′     |
| Trompete      | 8′      |
| Schalmei      | 4′      |

- Koppeln: II/I, III/I, III/II, I/P, II/P, III/P
- Spielhilfen: 3 freie Kombinationen, 2 feste Kombinationen (Plenum, Tutti), Absteller (Mixturen ab, Zungen ab)

## Wanderfalke und Uhu am Xantener Dom
Seit 2014 brüten Wanderfalken am Nordturm des Doms. 2017 brüteten erstmals sowohl Wanderfalken als auch Uhus am Dom. 2018 gab es nur eine Wanderfalkenbrut am Dom.

### Moderne Abhandlungen
- Walter Bader, Herbert van Bebber: Sechzehnhundert Jahre Xantener Dom. DuMont, Köln 1964.
- Johannes Cuno: Nachricht von dem Geschlecht und Herkommen der Cunoen. Band 2: 1672–1959. ergänzt und herausgegeben von Reiner Stephany. Monsenstein & Vannerdat, Münster 2012, ISBN 978-3-86991-554-8, bes. Domrestaurator Carl Albert Sigismund Cuno S. 81 ff. [348 ff.]
- Heike Hawicks: Xanten im späten Mittelalter. Stift und Stadt im Spannungsfeld zwischen Köln und Kleve. (= Rheinisches Archiv. 150). Böhlau, Köln u. a. 2007, ISBN 978-3-412-02906-7 (Zugleich: Duisburg, Essen, Univ., Diss., 2004/05).
- Hans Peter Hilger: Der Dom zu Xanten und seine Kunstschätze. (= Die Blauen Bücher). 3., verbesserte Auflage. Langewiesche Nachf. Köster, Königstein im Taunus 2007, ISBN 978-3-7845-5242-2.
- Reinhard Karrenbrock, Holger Kempkens: St. Viktor zu Xanten. Propsteigemeinde St. Viktor, Xanten 2002, ISBN 3-9807401-1-0.
- Paul Ley (Hrsg.): Xantener Dom – 750 Jahre Gotik. Eine Hinführung zum Xantener Dom in acht Themenreihen zum Bau und zur Ausstattung der Stiftskirche des hl. Viktor. Anno-Verlag, Rheinberg 2013, ISBN 978-3-939256-16-8.
- Paul Ley: Die Inschriften der Stadt Xanten (= Die Deutschen Inschriften des Mittelalters und der Frühen Neuzeit. Düsseldorfer Reihe, Band 9). Unter Mitarbeit von Helga Giersiepen. Dr. Ludwig Reichert Verlag, Wiesbaden 2017, ISBN 978-3-95490-144-9.
- Jens Lieven: Aspekte ottonischer Memoria im St.-Viktor-Stift Xanten. Goldene Altartafel und Xantener Necrolog (Cod. Monast. 101). In: Annalen des Historischen Vereins für den Niederrhein 213 (2010), S. 33–54.
- Jens Lieven (Hrsg.): Die Stiftskirche des heiligen Viktor in Xanten. Geschichte – Architektur – Ausstattung. Köln/Weimar/Wien 2015.
- Thomas Otten: Die Ausgrabungen unter St. Viktor zu Xanten. Dom und Immunität. (= Rheinische Ausgrabungen. 53). Zabern, Mainz 2003, ISBN 3-8053-3148-7.
- Ingo Runde: Xanten im frühen und hohen Mittelalter. Sagentradition – Stiftsgeschichte – Stadtwerdung. (= Rheinisches Archiv. 147). Böhlau, Köln u. a. 2003, ISBN 3-412-15402-4. (Zugleich: Duisburg, Univ., Diss., 2001).
- Holger Schmenk: Xanten im 19. Jahrhundert. Eine Stadt zwischen Tradition und Moderne. Köln/Weimar/Wien 2008, ISBN 978-3-412-20151-7.